# Книга главного оружейника
«Кни́га гла́вного оруже́йника» (порт. Livro do Armeiro-Mor), «Гербо́вник» (порт. Liuro das Armas), также «Больша́я кни́га» (порт. Livro Grande) — португальский гербовник в виде иллюминированной рукописи, составленной Жуаном ду Кро и завершённой в 1509 году. Объёмный и красочно оформленный классический труд по геральдике королевства Португалия начала эпохи Возрождения, созданный при правлении короля Мануэла I. Один из лучших хранящихся в Португалии манускриптов по качеству выполненных миниатюр.

## Описание
На первом листе рукописи указано заглавие «Гербовник» (порт. Liuro das Armas), но точный буквальный перевод устоявшегося более распространённого названия порт. Livro do Armeiro-Mor — «Книга главного оружейника». Манускрипт хранится в Национальном архиве Торре ду Томбу, иногда именуется как «Большая книга» (Livro Grande). Рукопись содержит 161 лист пергамента размером 403 x 315 mm.. Гербовник составлялся Жуаном ду Кро (порт. João do Cró / João du Cros), гербовым королём Португалии (rei de armas Portugal) по указанию Мануэла I. В прологе на первом же листе с текстом указано, что труд был завершён в Лиссабоне в августе 1509 года. Ниже представлен герб составителя и его подпись. Ещё ниже на том же листе начинается содержание книги.
В начале XVI века при чтении геральдических символов наблюдались значительные расхождения. Данный гербовник был предназначен для установления унифицированной нормы и стал настоящим каноном для подражания при изображении существовавших тогда гербов Португалии. Но в гербовник вошли не все имевшиеся в королевстве гербы. Целью создания манускрипта была своеобразная перепись знатных родов, нормативизация геральдики для централизации королевской власти.

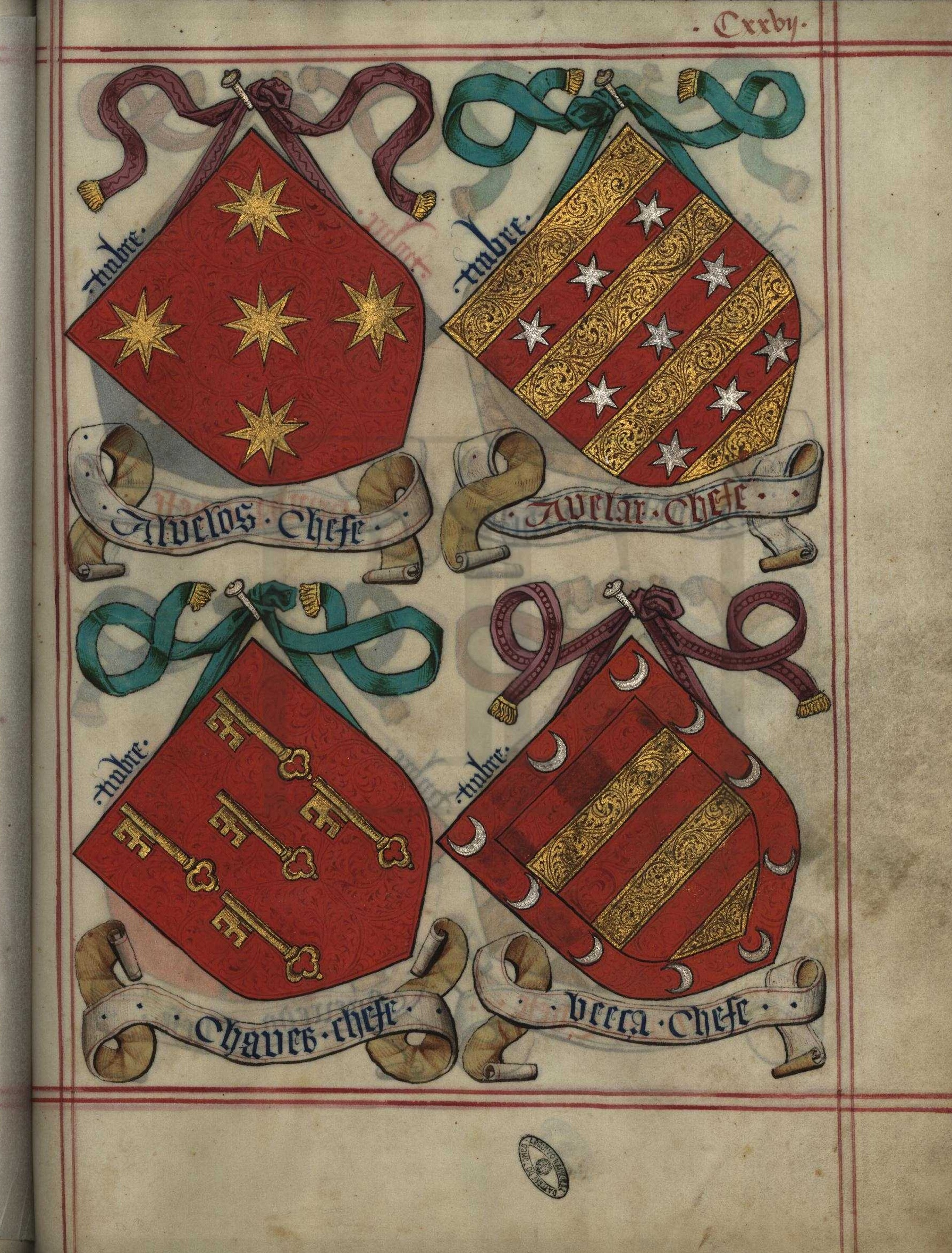
«Книга главного оружейника», лист 110v, гербы Алвелуш, Авелар, Шавеш и Беса без нашлемников

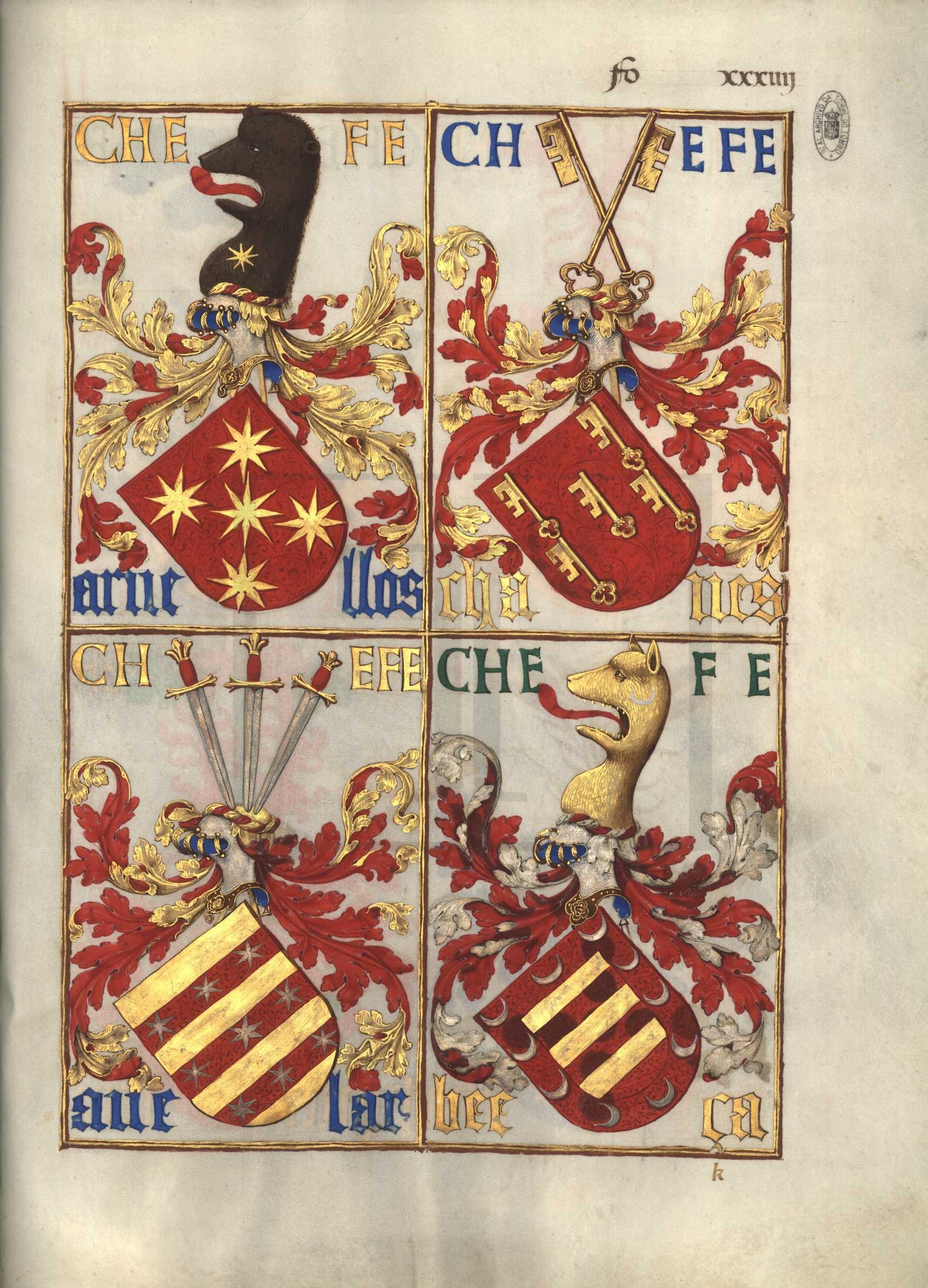
«Книга знати и усовершенствованных гербов», лист 34r, гербы Алвелуш, Шавеш, Авелар и Беса с нашлемниками

Книга состоит из пяти глав: Девять Достойных, государственные гербы, о коронации императора Германии, о коронации короля Франции и о португальской знати, включая королевское семейство. Вскоре после завершения кодекса была начата работа над усовершенствованным манускриптом «Книга знати и усовершенствованных гербов» (1521—1541). Главной его особенностью стали дополнения нашлемников к щитам гербов. Однако в обновлённой работе, предназначенной для исправления ошибок предшествовавшего труда по геральдике, были допущены неточности иного плана. Ф. М. Таварес Филью (Franklin Maciel Tavares Filho), основываясь на работах Мишеля Пастуро, подчеркнул, что введение нашлемника приходится примерно на время 1480—1530-х годов, когда истребляемая знать всё более стремилась возвыситься над богатеющей буржуазией и по примеру французов прибегала к богатому украшению гербовых шитов нашлемниками.
Анселму Браамкамп Фрейре широко использовал данный труд при составлении фундаментального трёхтомного исследования о геральдике гербового зала Национального дворца в Синтре. Первый исследователь рукописи Антониу Каэтану де Соуза (António Caetano de Sousa) полагал, что гербовник был составлен немцем по имени Арриет (Arriet). А. Б. Фрейре в 1-м издании своего труда (1899) писал, что манускрипт создавался португальцем Антониу Родригешем (António Rodrigues). В 1912 году Жулиу Данташ также указал автором книги обозначенного А. Браанкампом Фрейре А. Родригеша, но свидетельствующее о немецкой школе иллюстрирования обилие зелёного тона на миниатюрах подтвердило мнение А. К. де Соузы, однако выяснилось, что Родригеш, гербовый король Португалии, попал в Германию лишь в 1510 году, когда работа над гербовником была уже завершена. Афонсу де Дорнелаш (Afonso de Dornelas) приступил к тщательному исследованию армориала, желая прибегнуть к сравнительному анализу архивных документов, но источники королевских канцелярий хранили молчание о книге, а Архив знатных родов (Cartório da Nobreza) сгорел при пожаре во время Лиссабонского землетрясения 1755 года. В исследованиях А. М. де Фарии (António Machado de Faria) всплыло имя миниатюриста Жуана ду Кро. Первенство одной из указанных кандидатов жарко дискутировалось, но автора гербовника можно было определить только при ответе на вопрос: «Кто 15 августа 1509 года был главным гербовым королём?». Было установлено, что в период с 1509 по 1512 год гербовым королём Португалии был Жуан ду Кро. После длительных дискуссий, итог которым был подведён в статьях первого факсимильного издания армориала 1956 года, специалисты пришли к мнению, что именно Жуан ду Кро (португалец, а не француз), был автором гербовника «Большая книга». А. М. де Фария обратил внимание на то, что два последние герба книги (семейства Риба Фрия (f. CXXXVIr) и Диогу де Торреш (f. CXXXVIIr)) выполнены не Жуаном ду Кро, а рукой неизвестного иллюстратора.

## Глава I

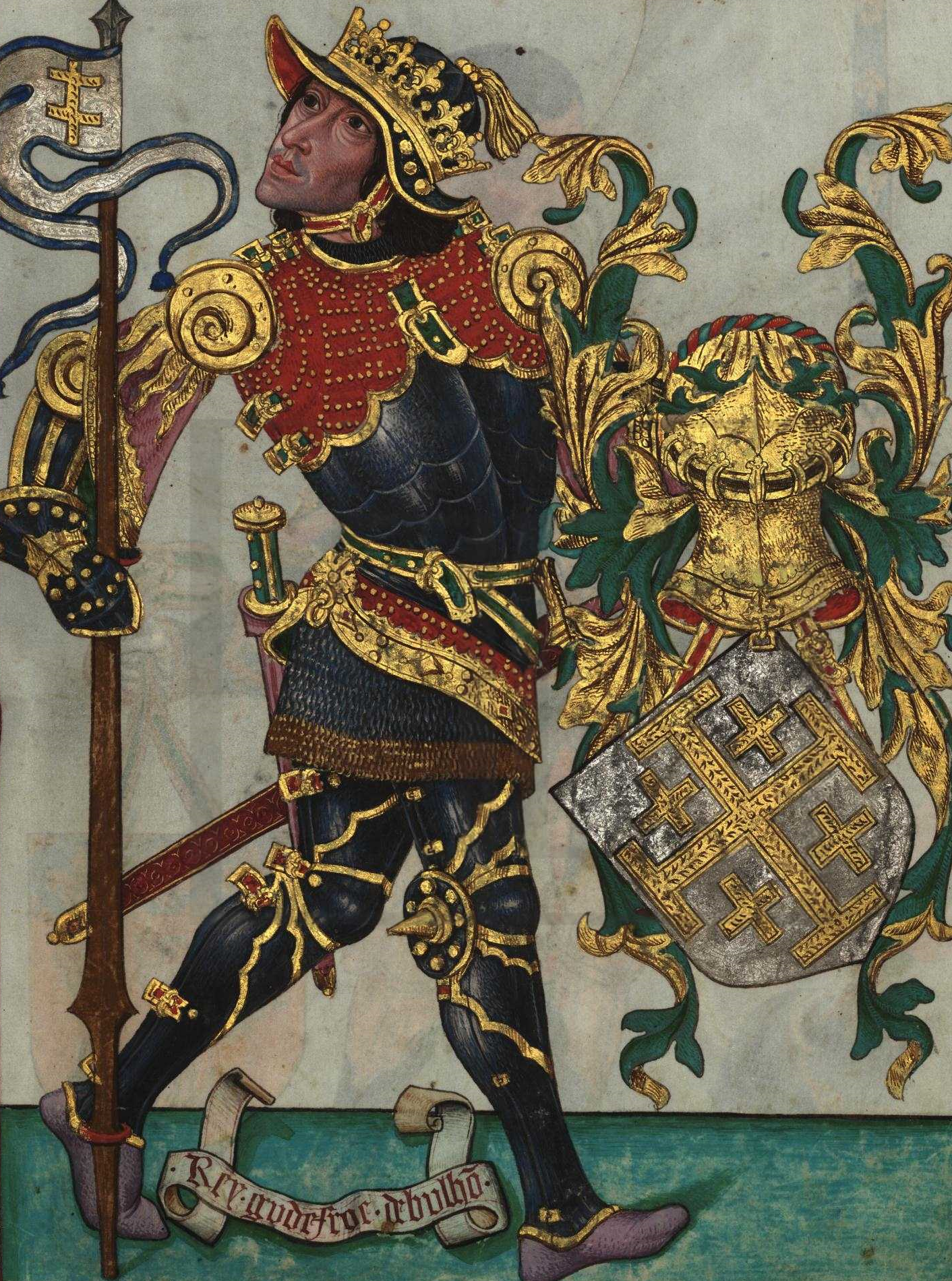
Готфрид Бульонский и его герб (f. V r)

Девять Достойных (Nove da Fama — Славная Девятка)
В первой главе представлены частично вымышленные гербы и титулы так называемых Девяти Достойных (Nove da Fama; ff. I—V, 9 гербов) — исторических личностей и легендарных героев, снискавших огромную известность и являвшихся образцами для подражания при воспитании благородных рыцарей в Средние века. Дополнительно в группе девяти достойных героев фигурирует Бертран Дюгеклен, коннетабль Франции в 1370—1380 годах и выдающийся военачальник Столетней войны — его герб десятый и последний в данной главе. Уже в этой части имеются анахронизмы и ошибки составителя: Готфрид Бульонский отказался от титула «король» (порт. Rey), тем не менее именно он указан в рукописи помимо некоторых вымышленных титулов других героев. Далее в тексте статьи названия указаны не так, как они записаны на миниатюрах рукописи, а согласно орфографии сайта архива Торре ду Томбу.
- Иисус Навин, герцог (Josué, Duque; f. I r)
- Царь Давид (Rei David; f. I v)
- Иуда Маккавей, герцог (Judas Macabeu Duque; f. II r)
- Александр Великий (Rei Alexandre; f. II v)
- Гектор, герцог (Eytor, Duque; f. III r)
- Юлий Цезарь, император (Júlio César, Imperador; f. III v)
- Король Артур (Rei Artur de Inglaterra; f. IV r)
- Карл Великий (Carlos Magno, Imperador; f. IV v)
- Готфрид Бульонский, король (Rei Godofroy; f. V r)
- Бертран Дюгеклен, коннетабль Франции (Bertran de Reselin; f. V v)

## Глава II
О гербах (Dos Brasões; ff. VI—XXX, 49 государственных гербов)

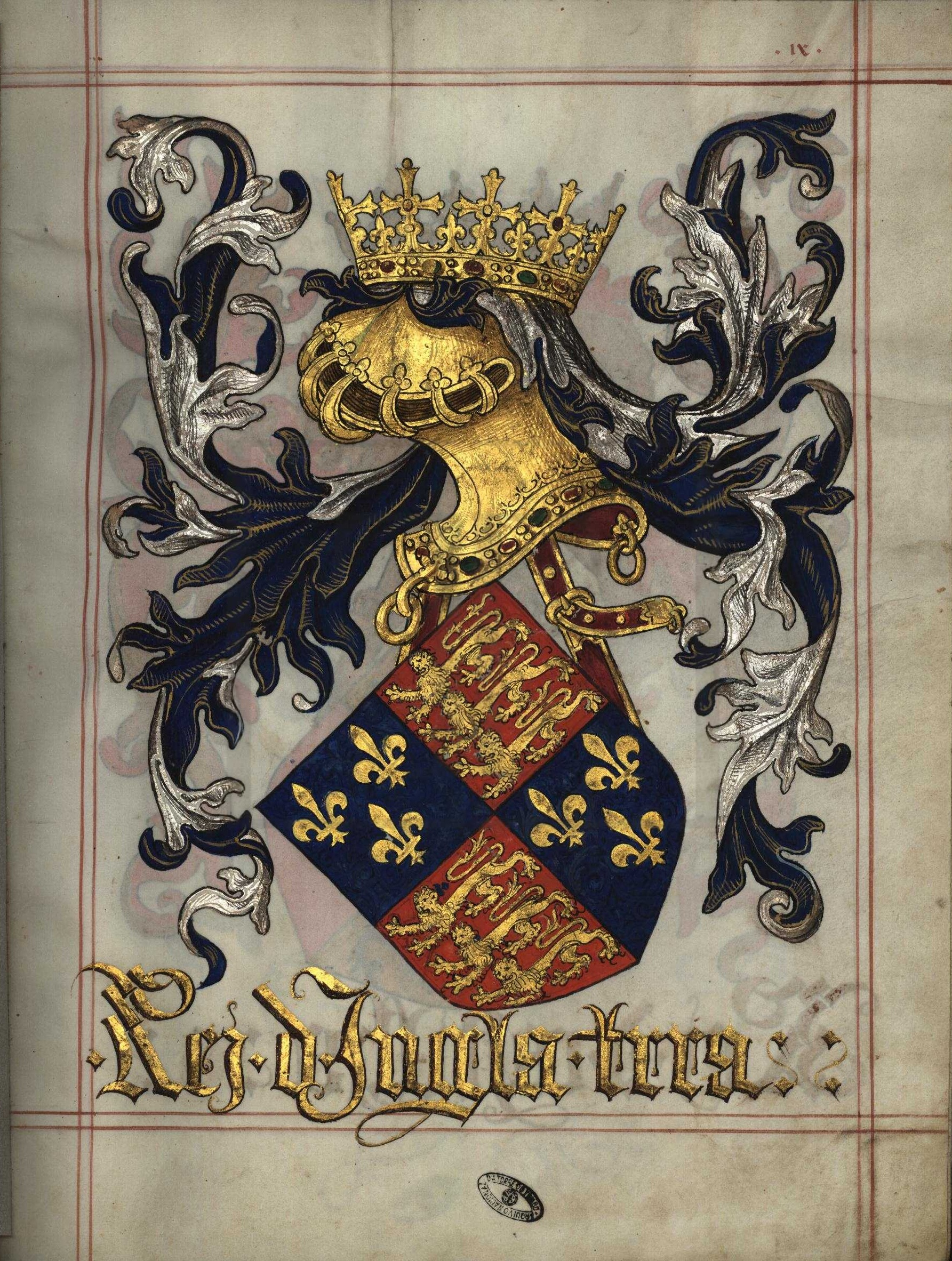
Герб короля Англии (f. IX r)
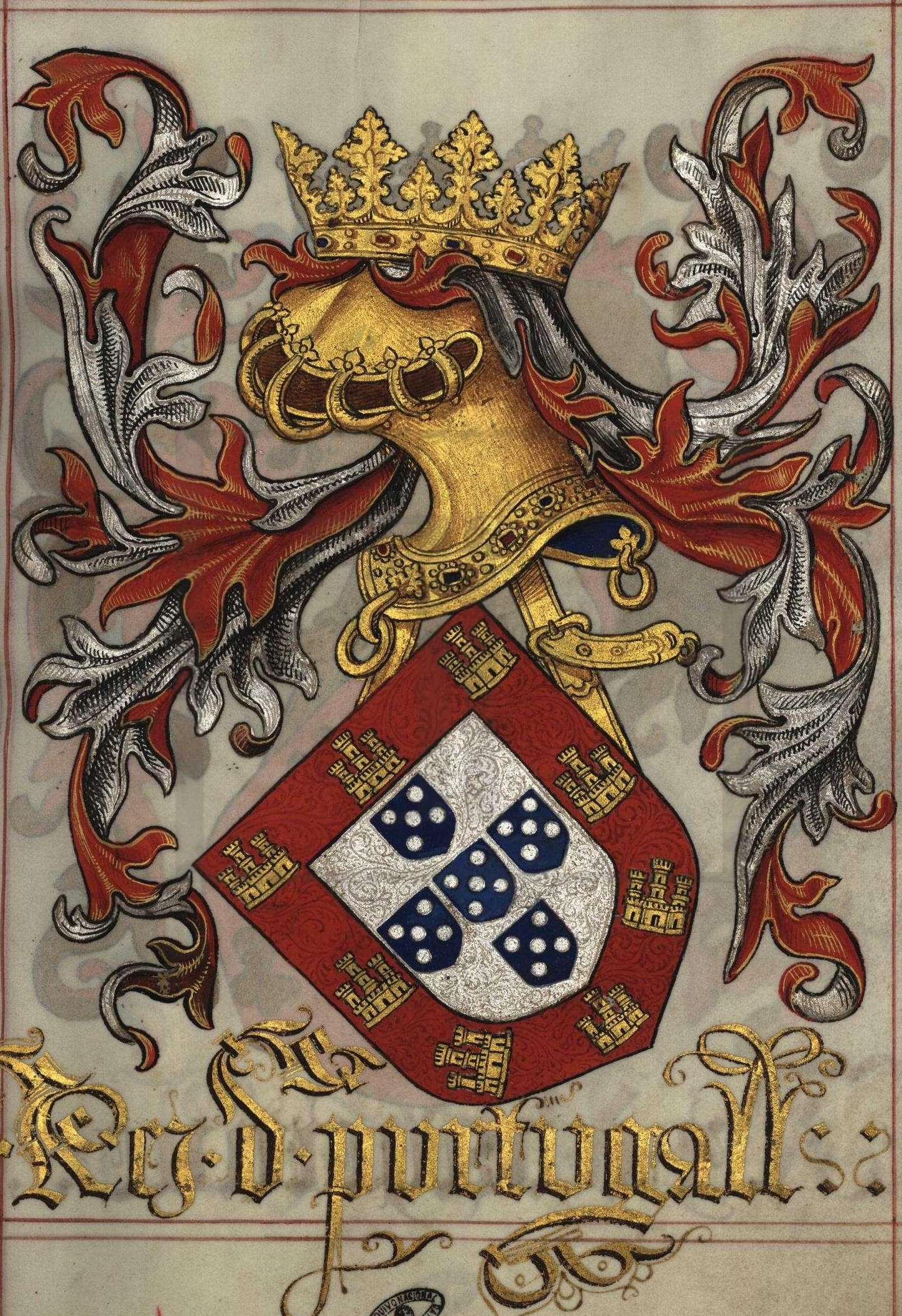
Герб короля Португалии (f. X r)
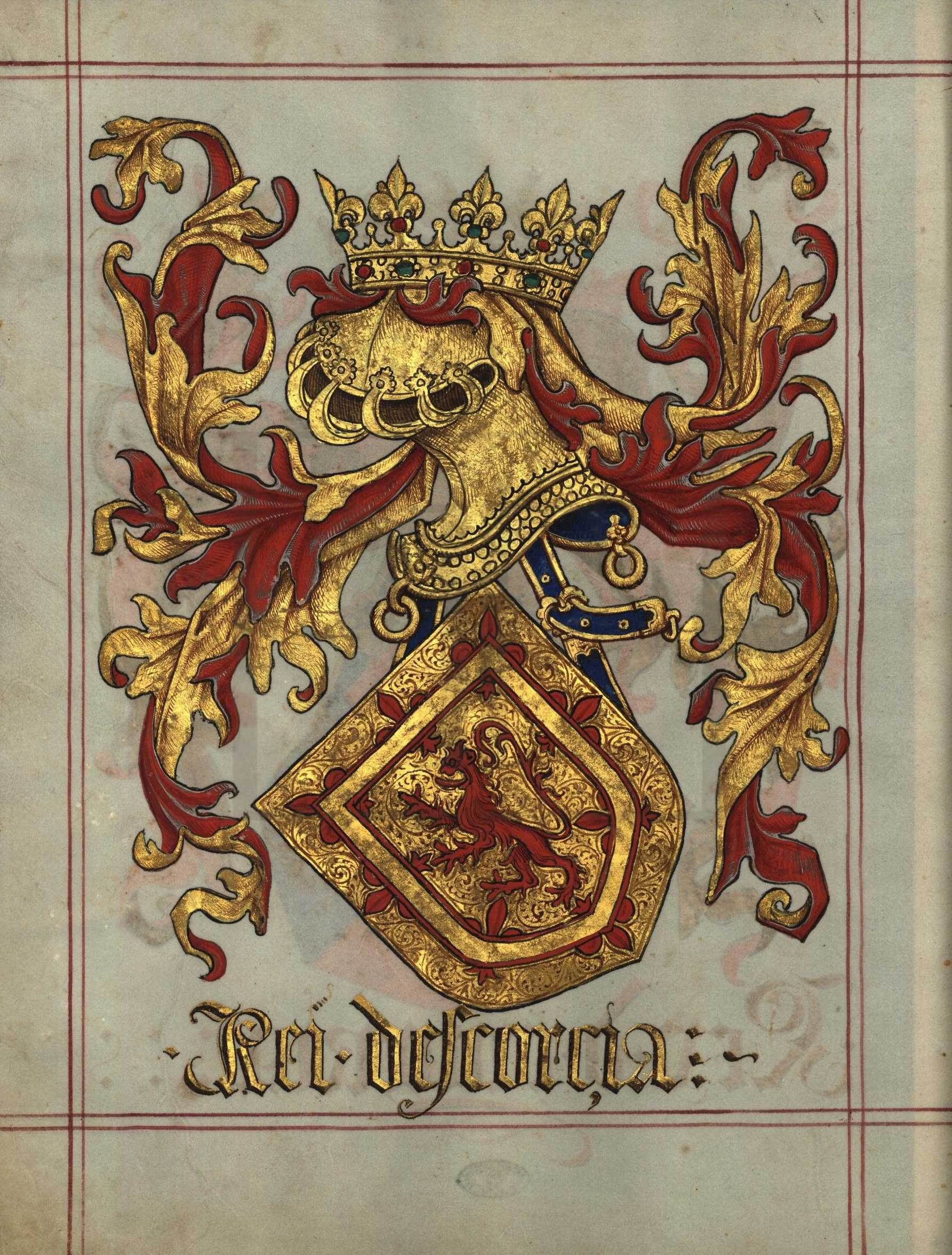
Герб короля Шотландии (f. XIV v)
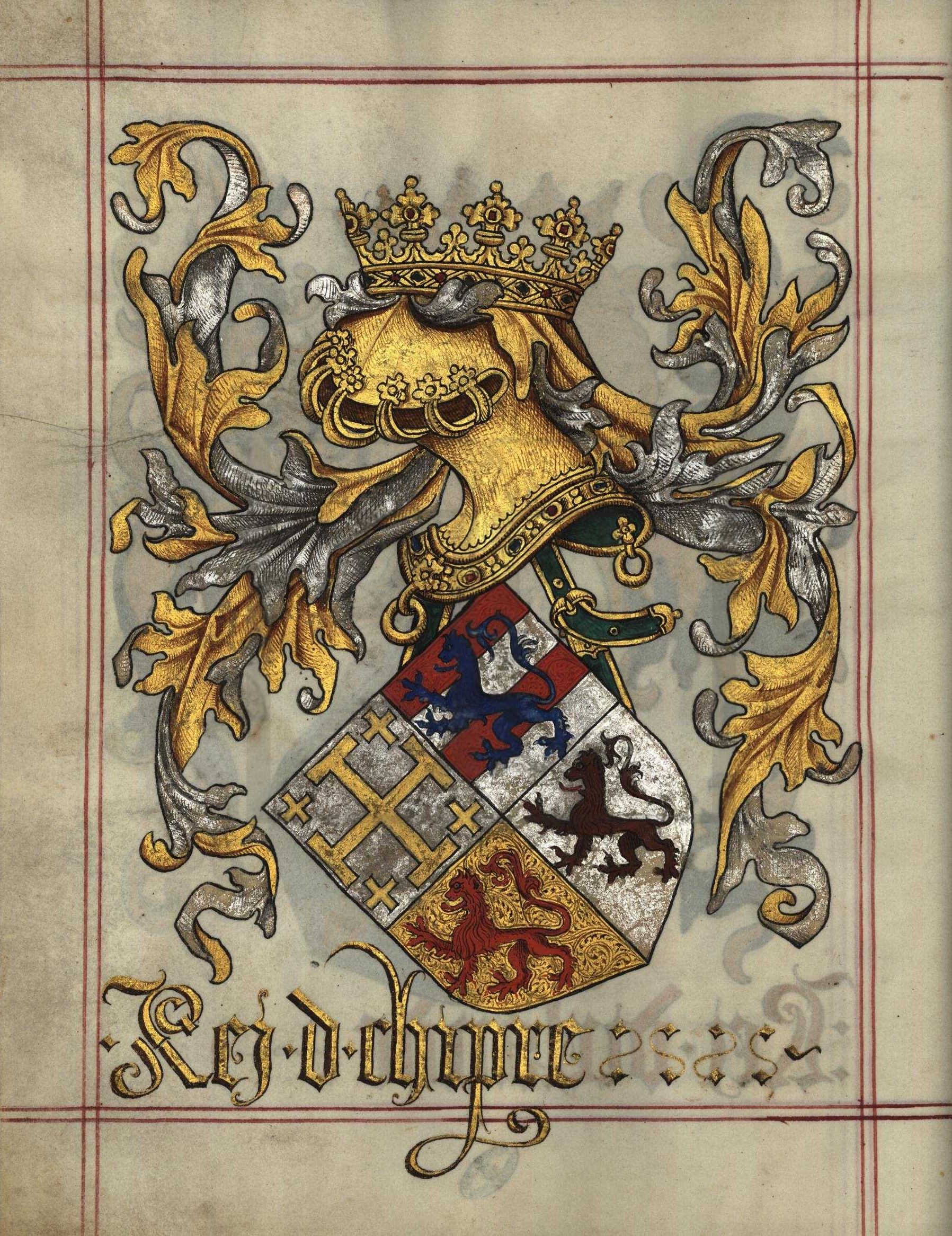
Герб короля Кипра (f. XVI v)
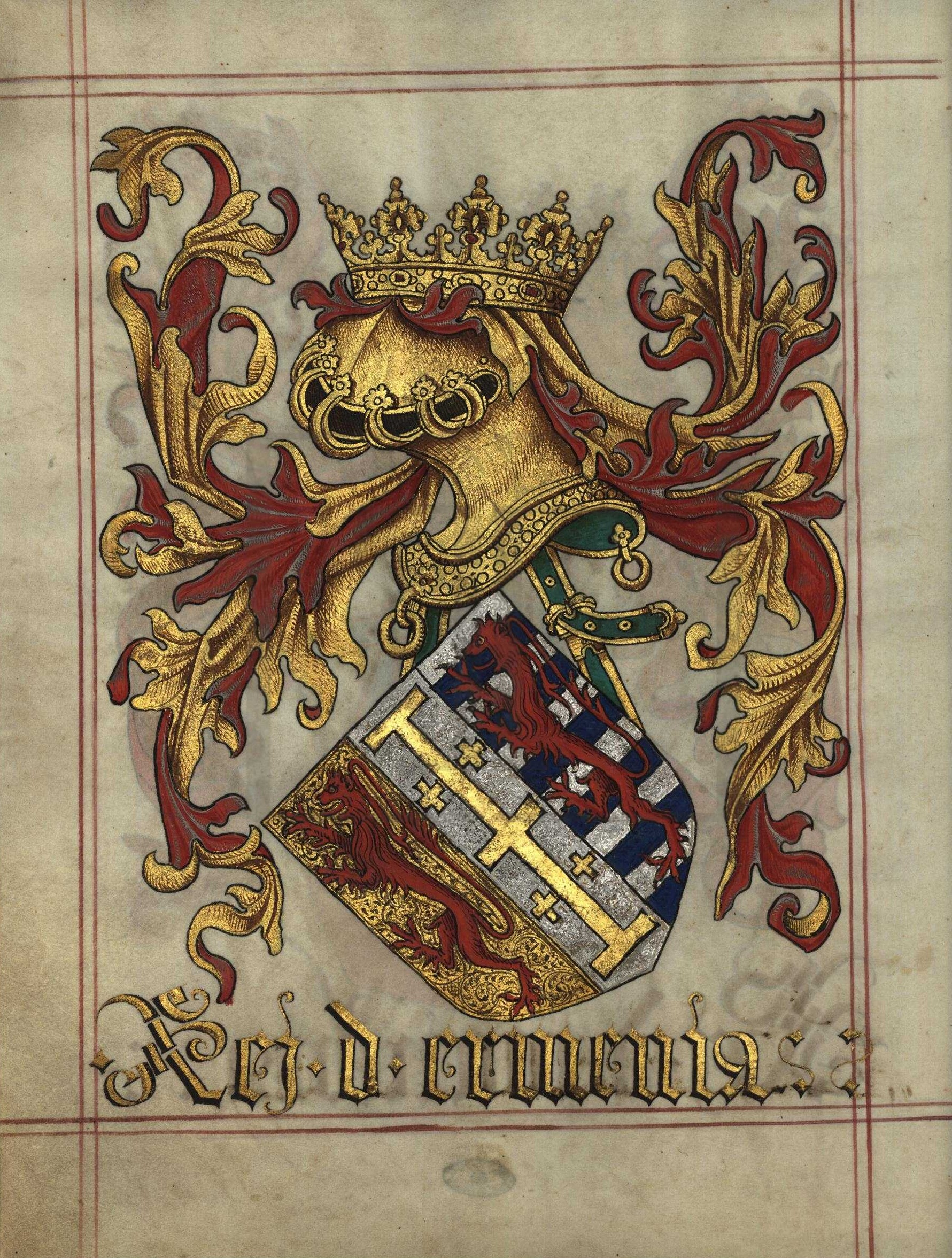
Герб короля Киликийской Армении (f. XIX v)
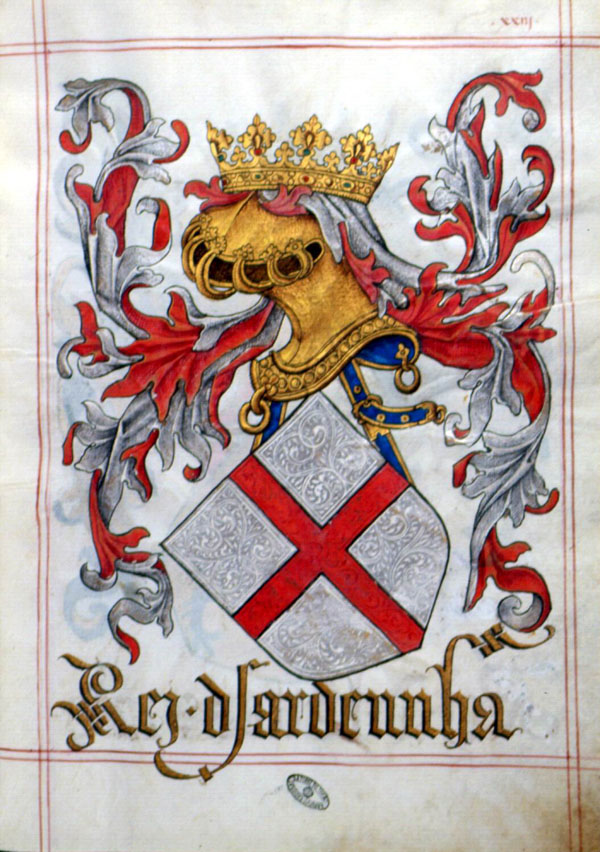
Герб короля Сардинии (f. XXIII r)
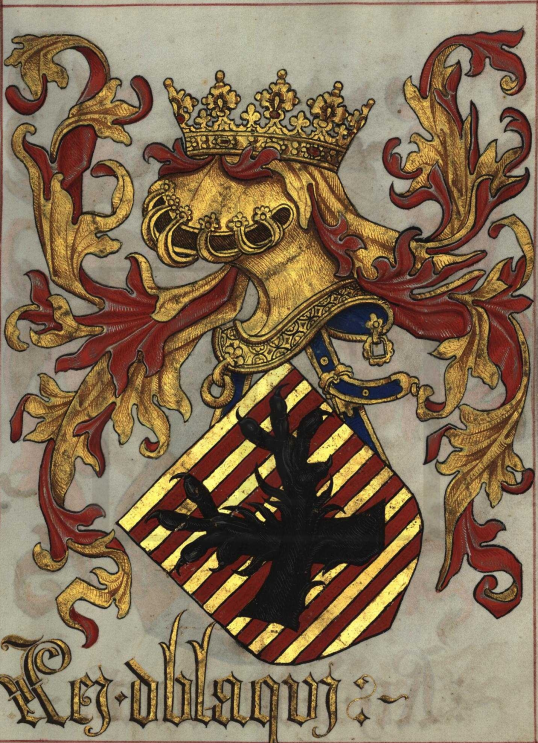
Герб короля Валахии (f. XXV r)

В этой главе размещены государственные символы 49 больших и малых королевств Европы, Азии и Африки. Ошибочные титулы: граф Оркни именуется королём Оркнейских островов, хотя независимого королевства там не было. В манускрипте имеются символы неизвестных (Клавомния, Конимбра, Гравате, Данавит, Эштонел) и вымышленных средневековых королевств, как в случаях с Африкой, Аравией, Индией, Далмацией и другими. На месте символа династии Палеологов фигурирует герб Византийской империи, а на предыдущей миниатюре изображён герб вымышленного короля Константинополя из легенд о короле Артуре.
- Большая Индия (Índia Maior; f. VI r)
- Малая Индия (Índia Menor; f. VI v)
- Король Иерусалима (Rei de Jerusalém; f. VII r)
- Император Священной Римской империи (Imperador da Alemanha; f. VII v)
- Король римлян (Rei dos Romanos; f. VIII r)
- Король Франции (Rei de França; f. VIII v)
- Король Англии (Rei de Inglaterra; f. IX r)
- Король Кастилии (Rei de Castela; f. IX v)
- Король Португалии (Rei de Portugal; f. X r)
- Король Богемии (Rei de Baheinne; f. X v)
- Король Сицилии (Rei da Sicília; f. XI r)
- Король Вавилона (Rei de Babilónia; f. XI v)
- Король Константинополя (Rei de Constantinopla; f. XII r)
- Император Византийской империи (Rei de Palialogres; f. XII v)
- Король Наварры (Rei de Navarra; f. XIII r)
- Король Тартуса (Rei de Tarse; f. XIII v)
- Король Венгрии (Rei da Hungria; f. XIV r)
- Король Шотландии (Rei da Escócia; f. XIV v)
- Король Арагона (Rei de Aragão; f. XV r)
- Король Мальорки (Rei de Mailogres; f. XV v)
- Король Ирландии (Rei da Irlanda; f. XVI r)
- Король Кипрского королевства (Rei de Chipre; f. XVI v)
- Король Клавомнии? (Rei de Clavomnia; f. XVII r)
- Король острова Мэн (Rei de Men; f. XVII v)
- Король Элвеша (Rei de Elves; f. XVIII r)
- Король Гранады (Rei de Granada < Rei de Garnat; f. XVIII v. Не путать с королевством Гранада)
- Король Конимбры (Rei de Conimbra; f. XIX r)
- Король Киликийской Армении (Rei de Ermenia; f. XIX v)
- Король Дании (Rei de Dinamarca; f. XX r)
- Король Норвегии (Rei da Noruega; f. XX v)
- Король Полянии (Rei da Polaina; f. XXI r)
- Король Грифонии (Rei da Grifonia; f. XXI v)
- Король Граваты? (Rei de Gravate; f. XXII r)
- Король Марокко (Rei de Marrocos; f. XXII v)
- Король Сардинии (Rei de Sardenha; f. XXIII r)
- Король Туниса (Rei de Tunes; f. XXIII v)
- Король Далмации (Rei de Dalmácia; f. XXIV r)
- Король Салоников (Rei de Salónica; f. XXIV v)
- Король Валахии (Rei de Blaqui; f. XXV r)
- Король Данавит? (Rei de Danavit; f. XXV v)
- Король Беджая, глава берберских пиратов (Rei de Bougis; f. XXVI r)
- Король Эштонел? (Rei de Estonel; f. XXVI v)
- Король Африки (Rei de África; f. XXVII r)
- Король Аравии (Rei da Arábia; f. XXVII v)
- Король Оркнейских островов (Rei de Orguenie; f. XXVIII r)
- Король Боснии (Rei de Bósnia; f. XXVIII v)
- Король Польши (Rei da Polónia; f. XXIX r)
- Королева Бранка (Rainha Branca; f. XXIX v)
- Король Швеции (Rei da Suécia; f. XXXr)

## Глава III

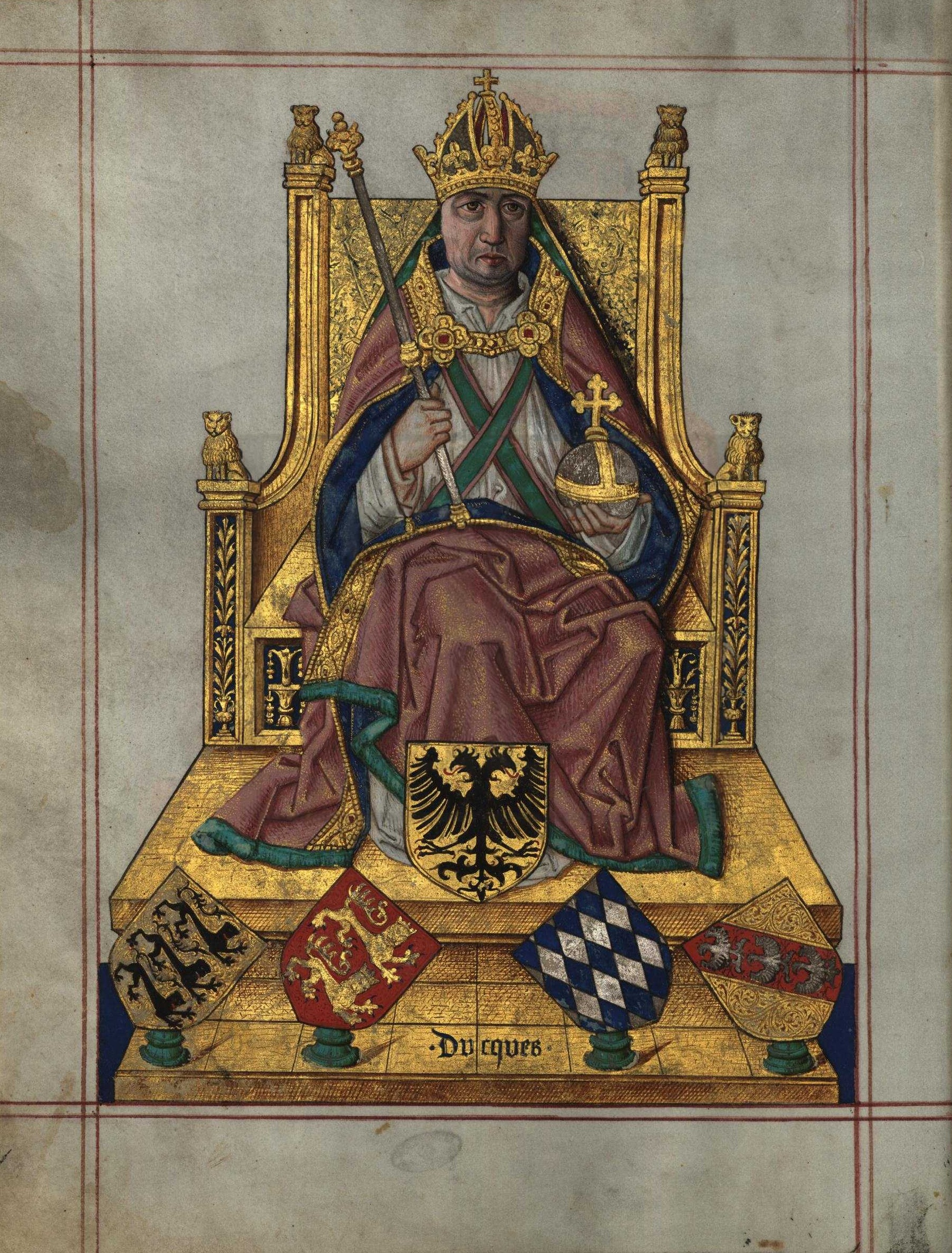
Император Священной Римской империи (f. XXXII v)

Об избрании императора Священной Римской империи семью курфюрстами и его коронации папой римским
(ff. XXXI—XXXIV, 7 гербов и на миниатюре с императором 5 гербов). Гербы Трира (красный крест) и Кёльна (чёрный крест) перепутаны местами.
- Архиепископ Трира (f. XXXI r)
- Архиепископ Кёльна (f. XXXI v)
- Архиепископ Майнца (f. XXXII r)
- Император Священной Римской империи (f. XXXII v)
- Король Богемии (f. XXXIII r)
- Пфальцграф Рейнский (f. XXXIII v)
- Герцог Саксонии (f. XXXIV r)
- Маркграф Бранденбургский (f. XXXIV v)

## Глава IV
О коронации короля Франции (ff. XXXV—XLI, 12 гербов)
Глава содержит миниатюры с гербами 12 пэров Франции (6 представителей церкви и 6 светских феодалов, вассалов короля). 

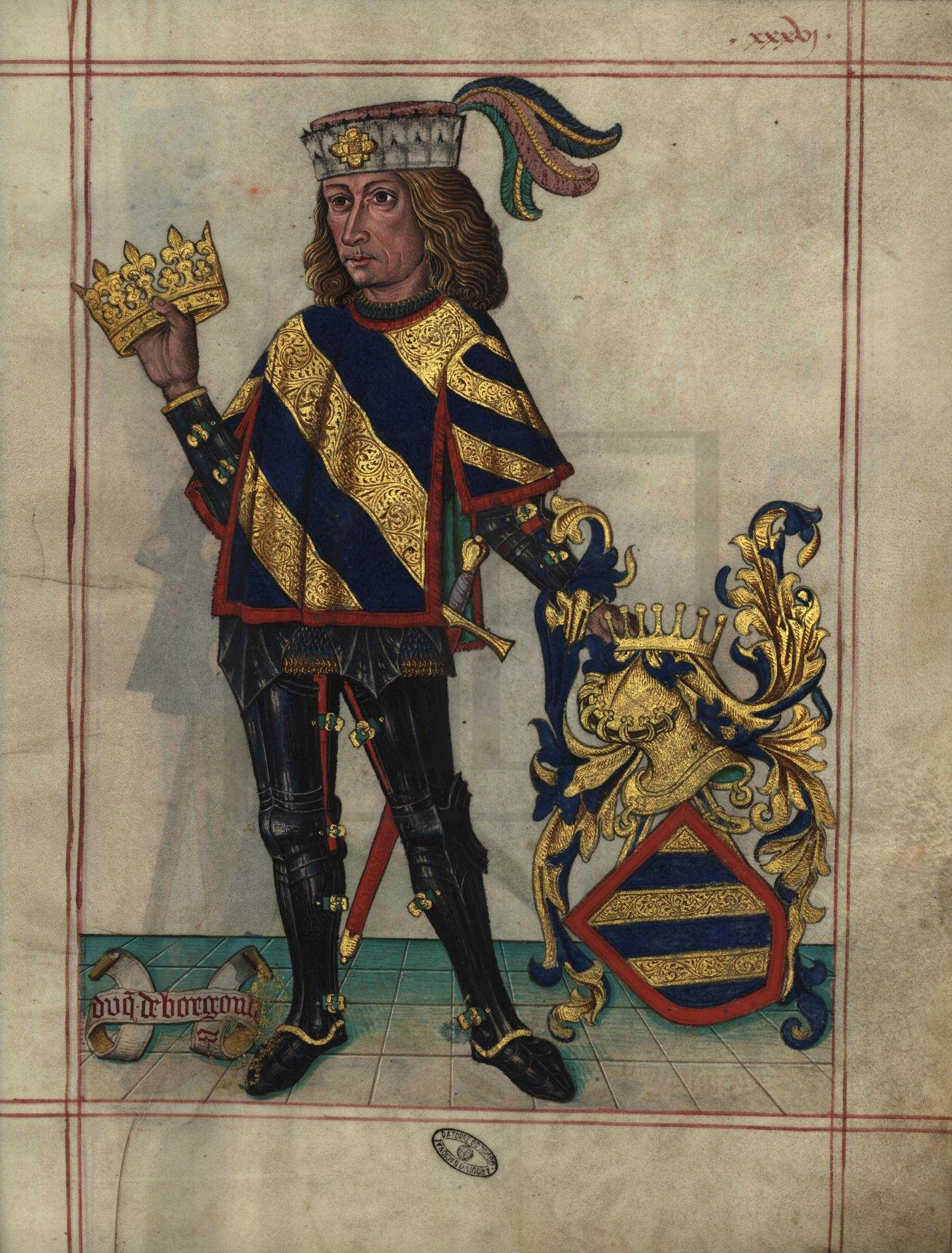
Герцог Бургундии, f. XXXVI r
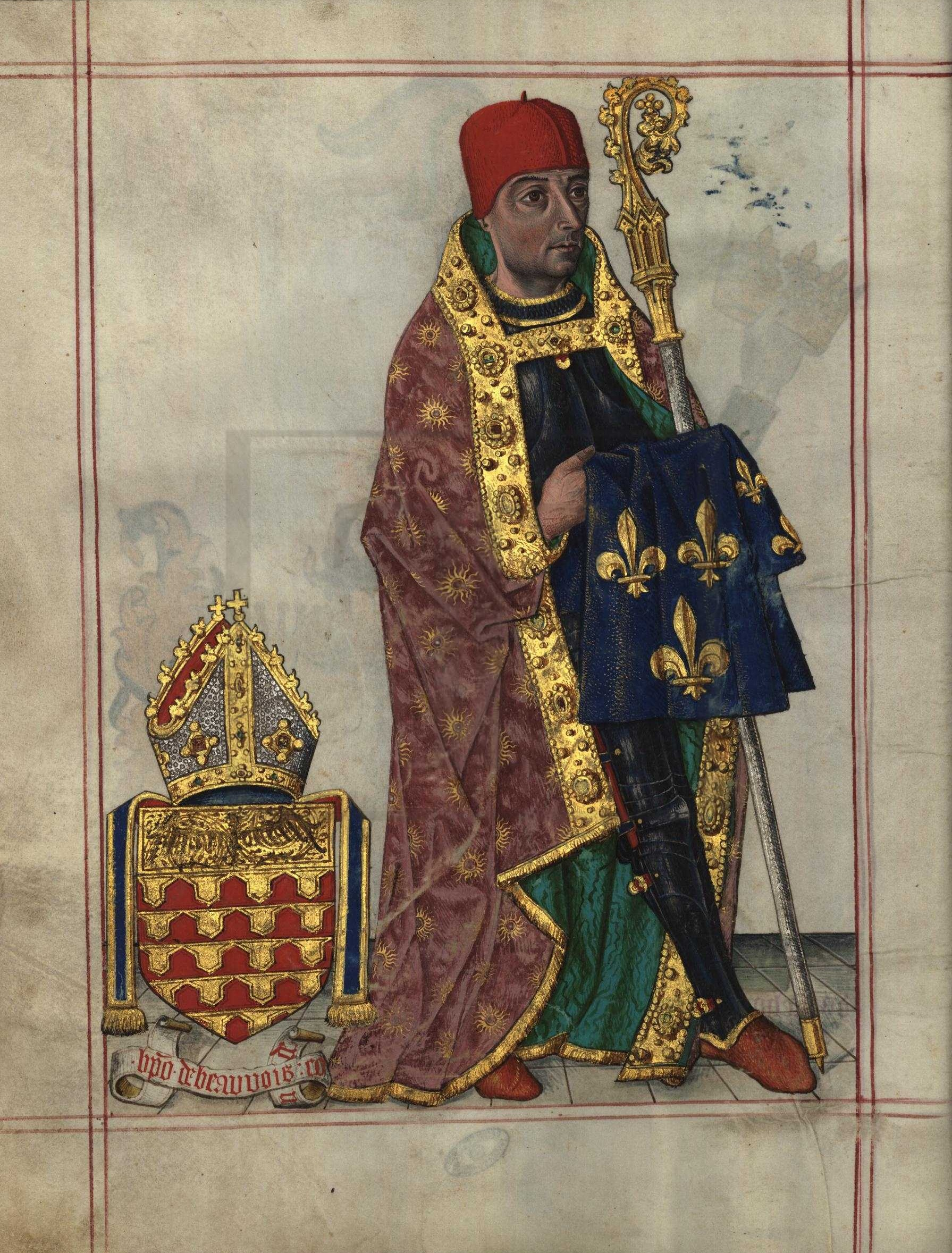
Епископ-граф Бове, f. XXXVI v
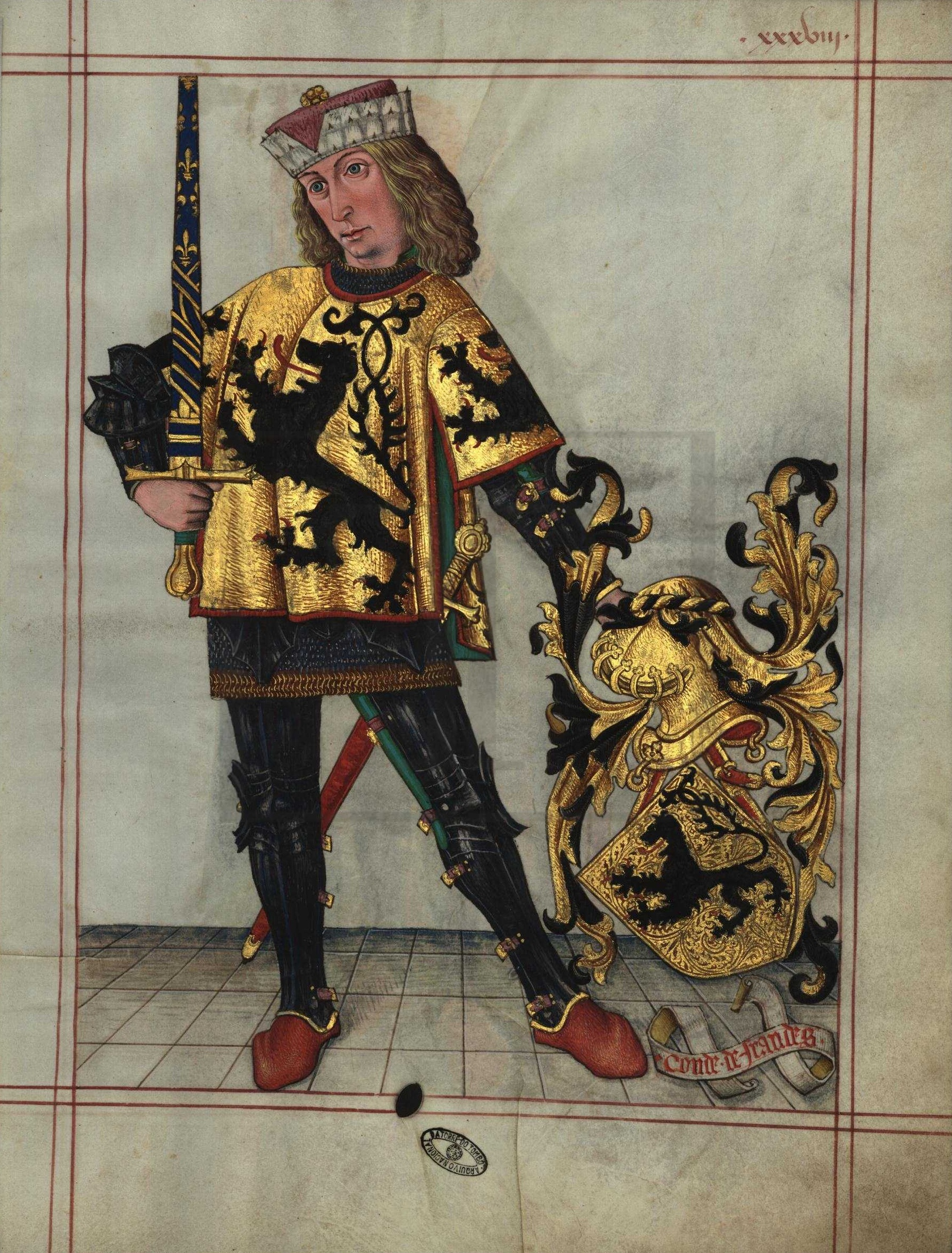
Граф Фландрии, f. XXXVIII r
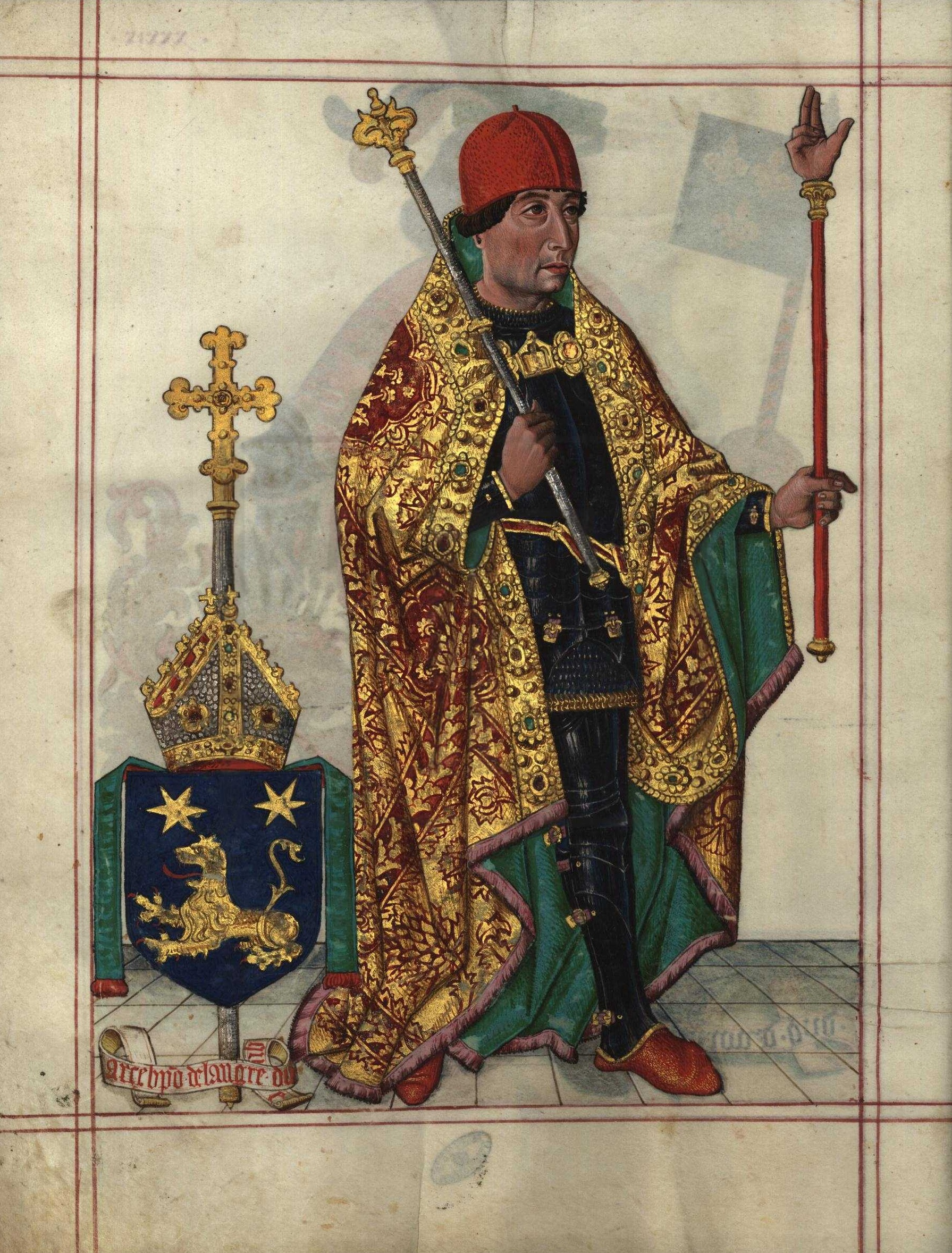
Архиепископ Лангра, f. XXXIX v
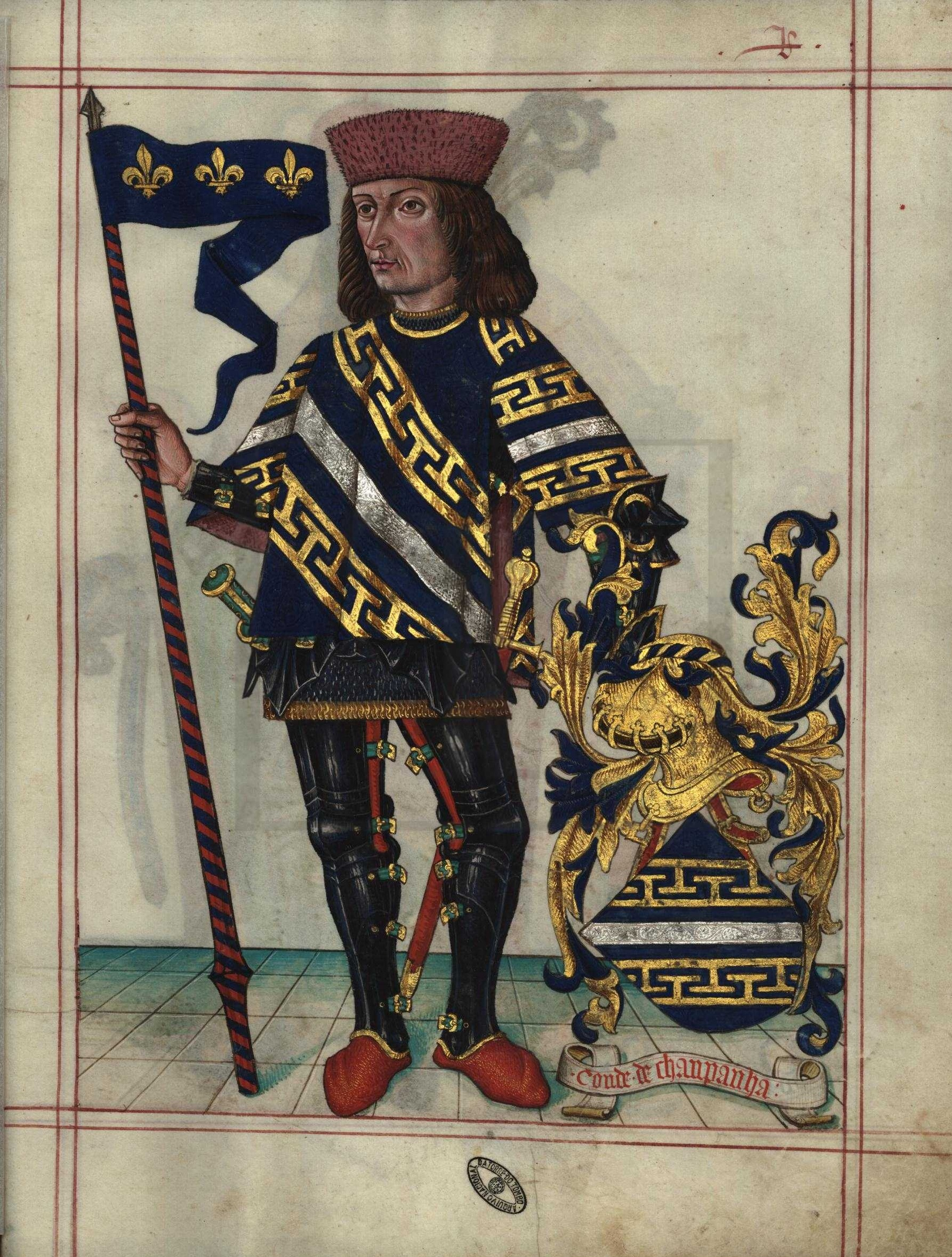
Граф Шампани, f. XXXX r
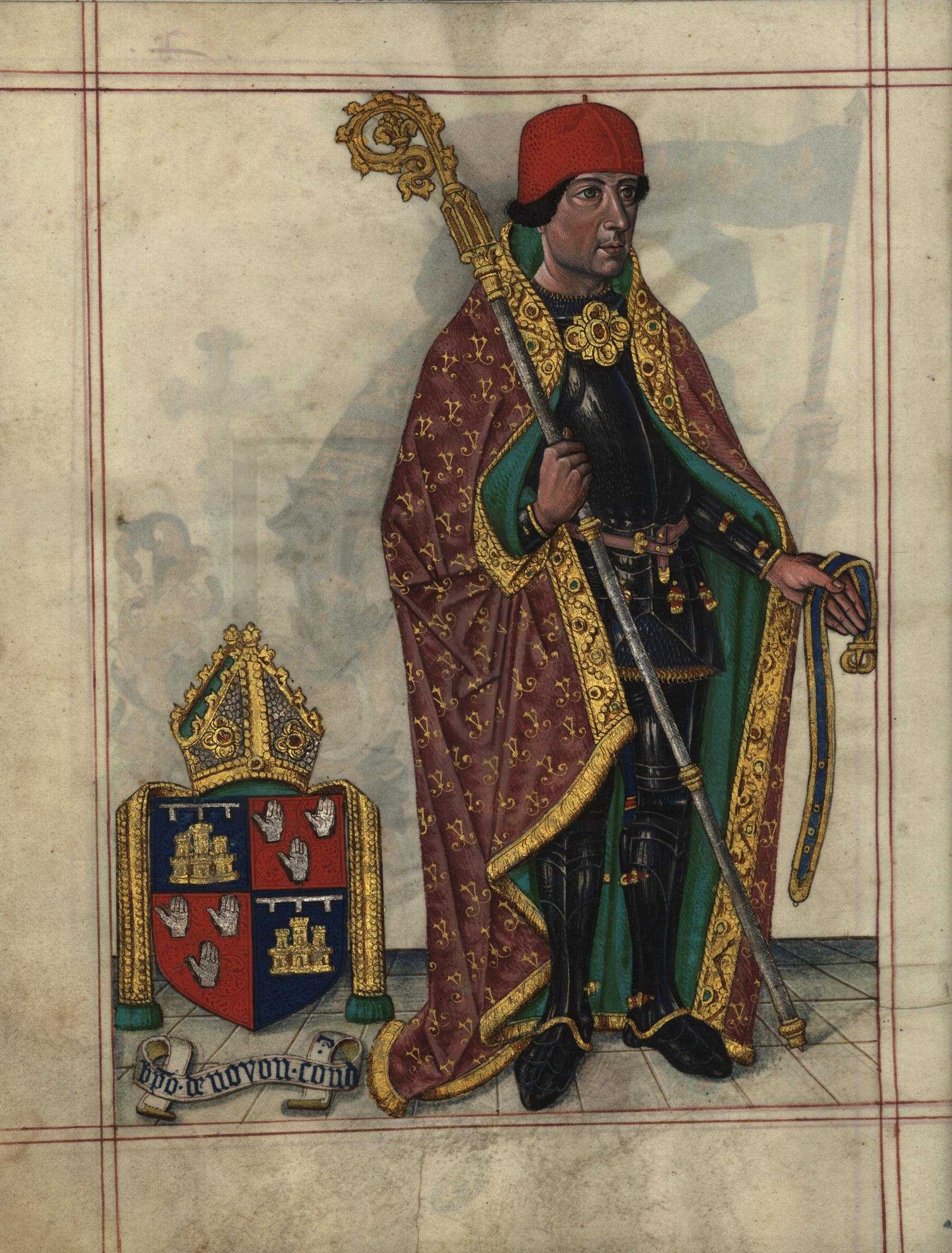
Епископ-граф Нуайона, f. XXXX v

- Преамбула (f. XXXV r)
- Архиепископ Реймса, герцог (Arcebispo de Reins, Duque; f. XXXV v)
- Герцог Бургундии (Duque de Borgonha; f. XXXVI r)
- Епископ-граф Бове (Bispo de Beanvois, Conde; f. XXXVI v)
- Герцог Аквитании (Duque de Guiana; f. XXXVII r)
- Епископ-граф Шалона (Bispo de Chalou, Conde; f. XXXVII v)
- Граф Фландрии (Conde de Flandres; f. XXXVIII r)
- Архиепископ Лана (Arcebispo de Lau (sic); f. XXXVIII v)
- Герцог Нормандии (Duque da Normandia; f. XXXIX r)
- Архиепископ Лангра (Arcebispo de Langre; f. XXXIX v)
- Граф Шампани (Conde de Champanhe; f. XXXX r)
- Епископ-граф Нуайона (Bispo de Noyon, Conde; f. XXXX v)
- Граф Тулузы (Conde de Tolouse; f. XXXXI r)

## Глава V
О знати Португалии (ff. XXXVI—CXXXVII)
Хотя знать Европы пытались найти генеалогическую связь с Карлом Великим, в Португалии эта концепция не была распространена и не отражена в геральдике. Напротив, аристократам Пиренейского полуострова более авторитетными казались как древнее вестготское происхождение, так и связь с иберийскими королевскими семействами. Кроме того в геральдике Португалии в родословной отдельного короля прослеживается связь с мифологическим основателем рода.
Набор и значимость фигур на гербах португальских фамилий менялись с течением времени. Если в XII и XIII веках четыре элемента по распространённости выстраивались в следующем порядке: перевязь (banda), замок/башня, лев, лилия, то в XV веке первое место было занято лилией, второе — львом, третье — замком/башней, и на последнем стоял орёл. В португальской геральдике фигуры животных имели бо́льшую распространённость, чем в других странах Европы.
В главе V представлены иллюстрации 6 гербов членов королевских семей (королей, королев, наследного принца) и 287 гербов представителей знати. Надпись Chefe (в русском переводе опущена) на многих иллюстрациях обозначает родоначальника — гербы его потомков могли иметь отличия. Гербы более знатных семейств занимают одну страницу, менее знатных размещены по 4 на странице.
Королевский дом
- Король дон Жуан II и королева, его супруга (Rei D. João II e da Rainha; f. XLII r)
- Мануэл I и королева, его супруга (D. Manuel e da Rainha; f. XLII v)
- Королева Дона Леонор (Rainha D. Leonor em lisonja; f. XLIII r)
- Королева Дона Мария (Rainha D. Maria; f. XLIII v)
- Король Португалии (Rei de Portugal; f. XLIIII r)
- Принц Португальский (Príncipe de Portugal; f. XLIII v)

Главные аристократические дома

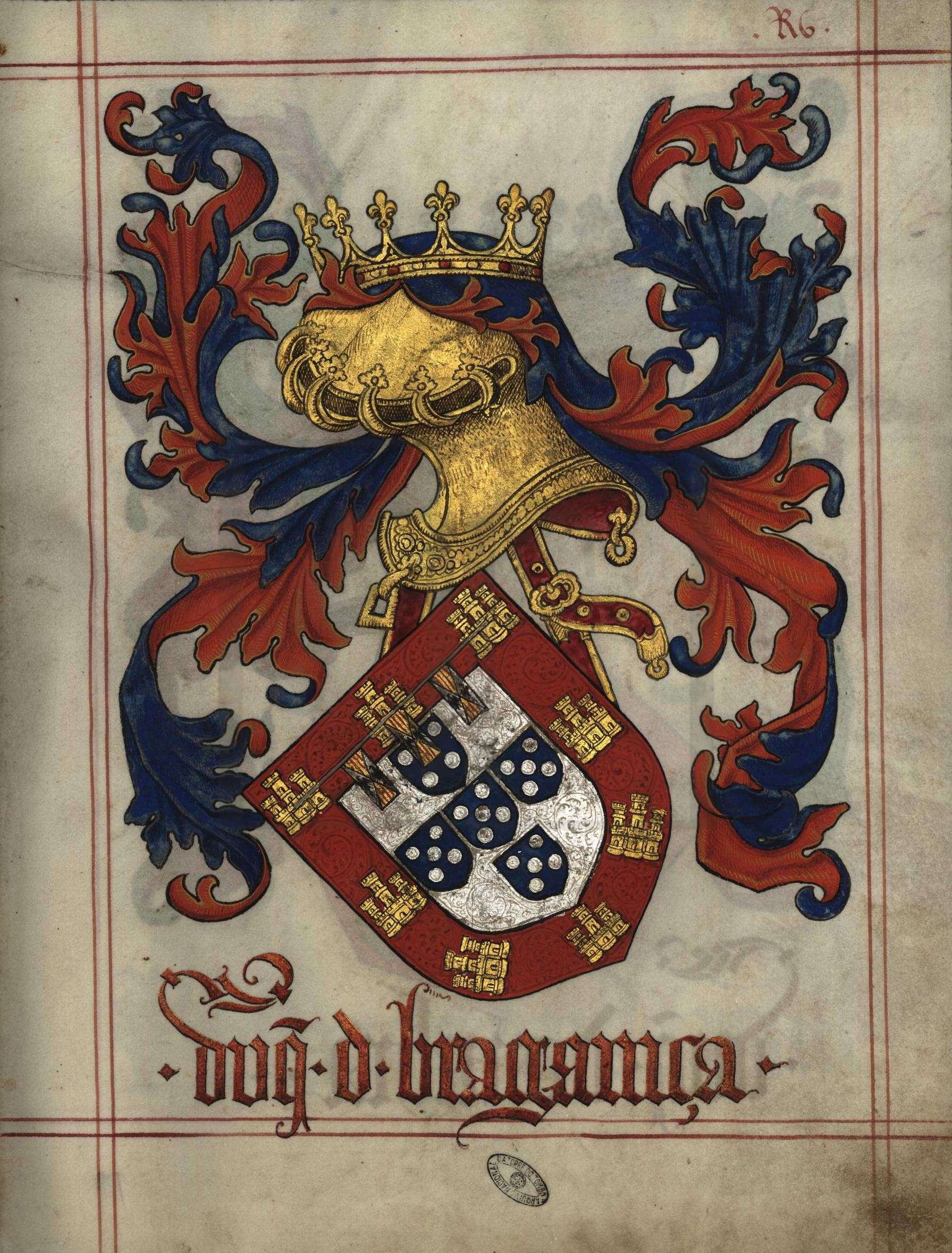
Герцог Браганский; f. XLV r
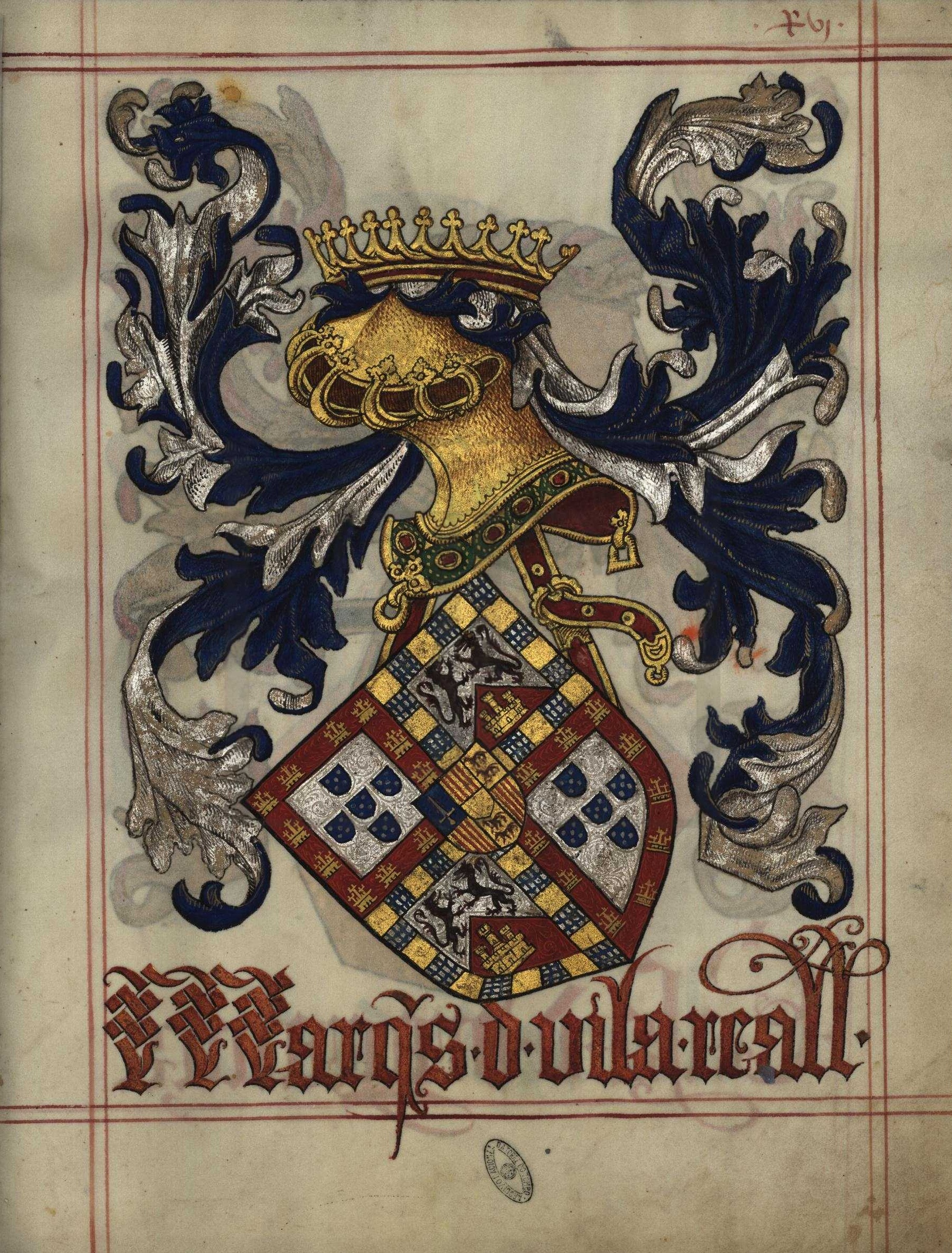
Маркиз де Вила Реал; f. XLVI r
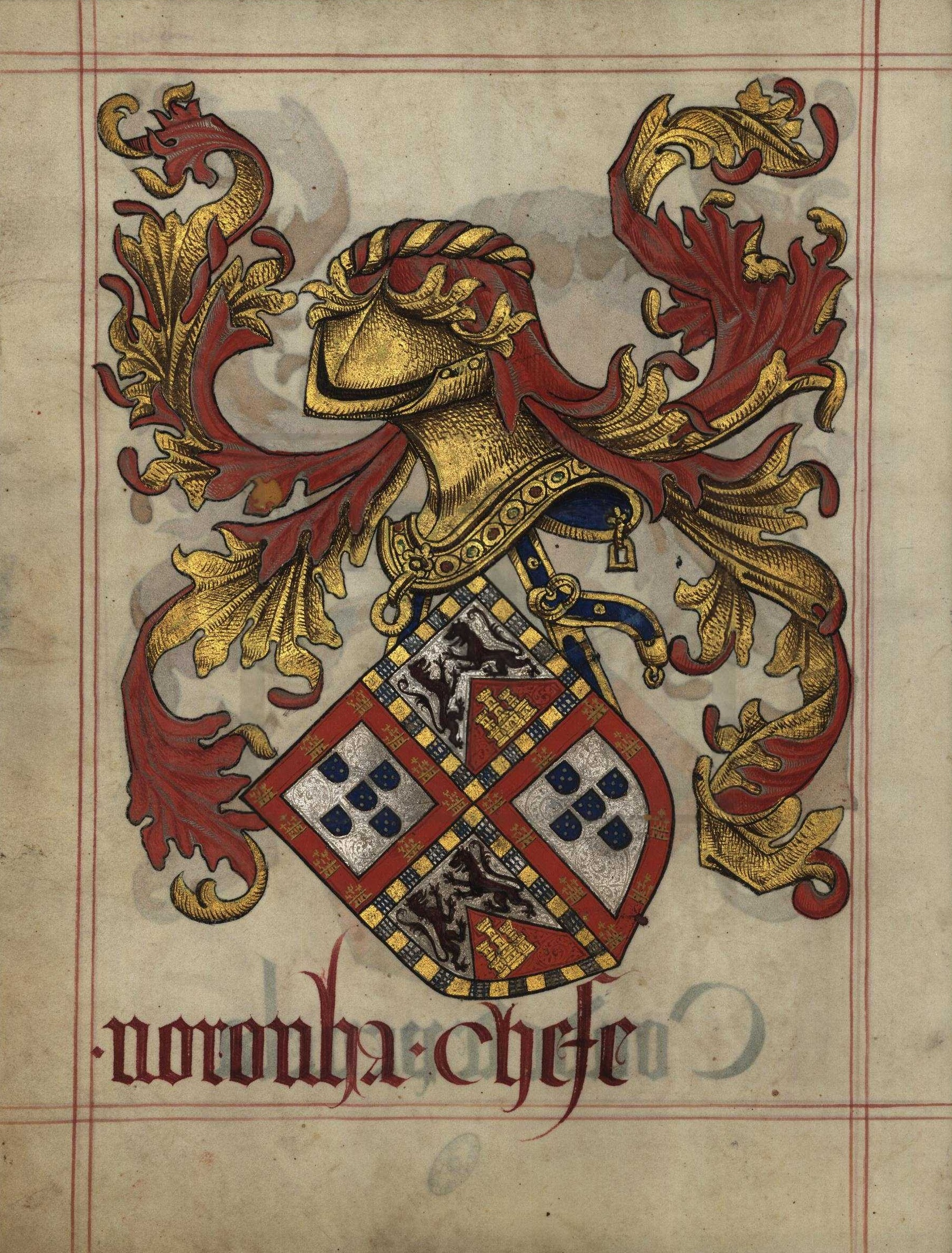
Норонья; f. XLVII v
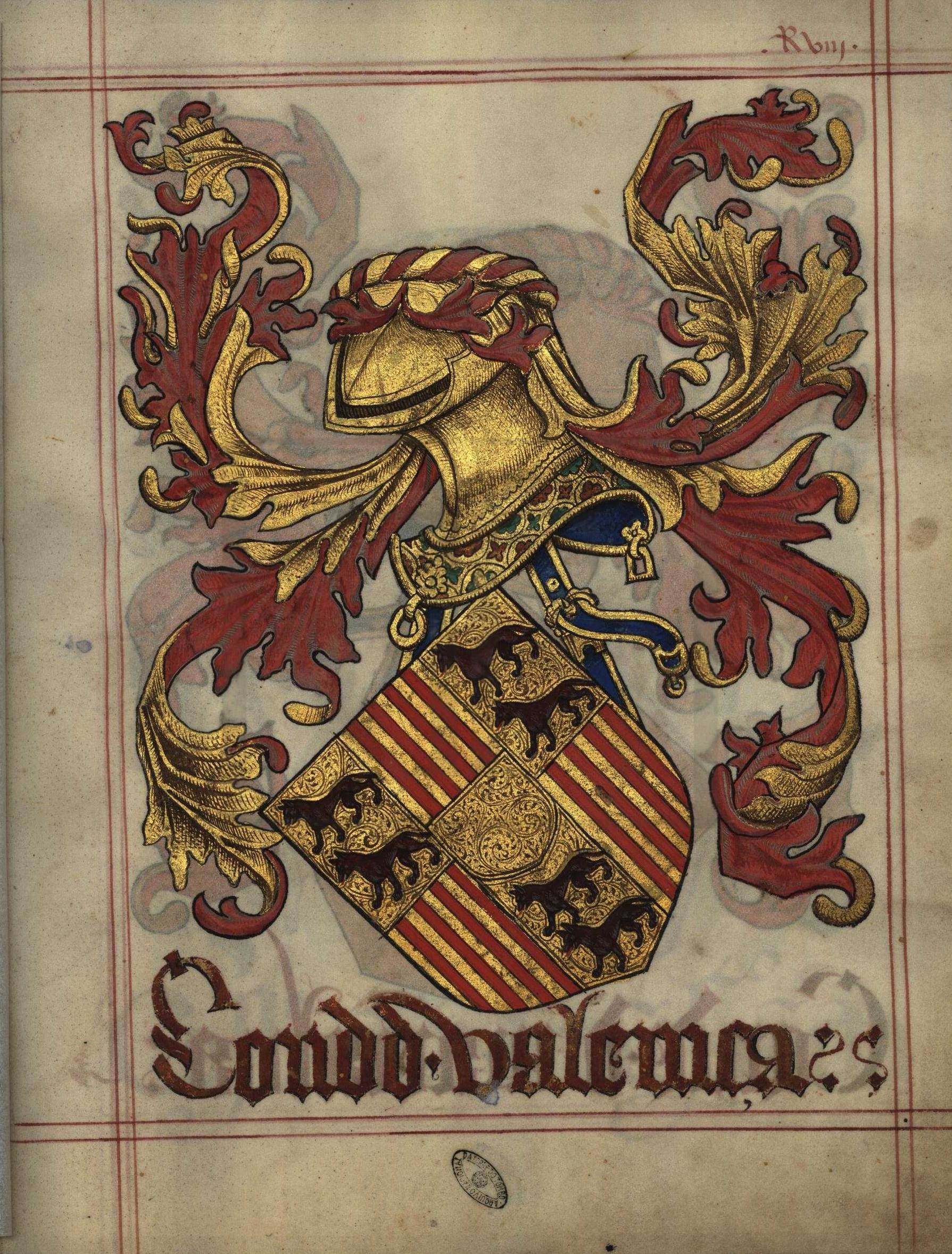
Граф де Валенса; f. XLVIII r
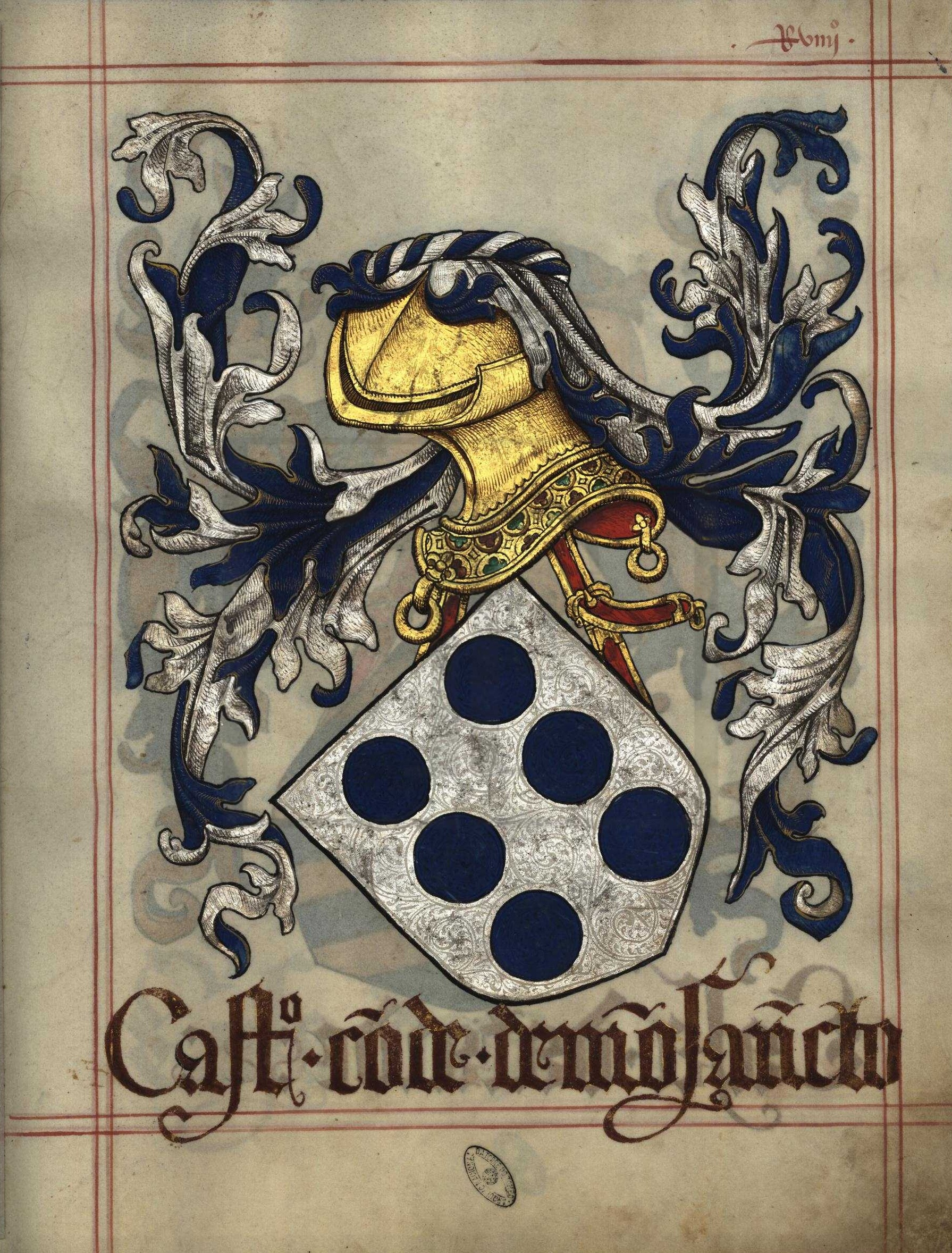
Каштру, граф де Монсанту; f. XLVIIII r
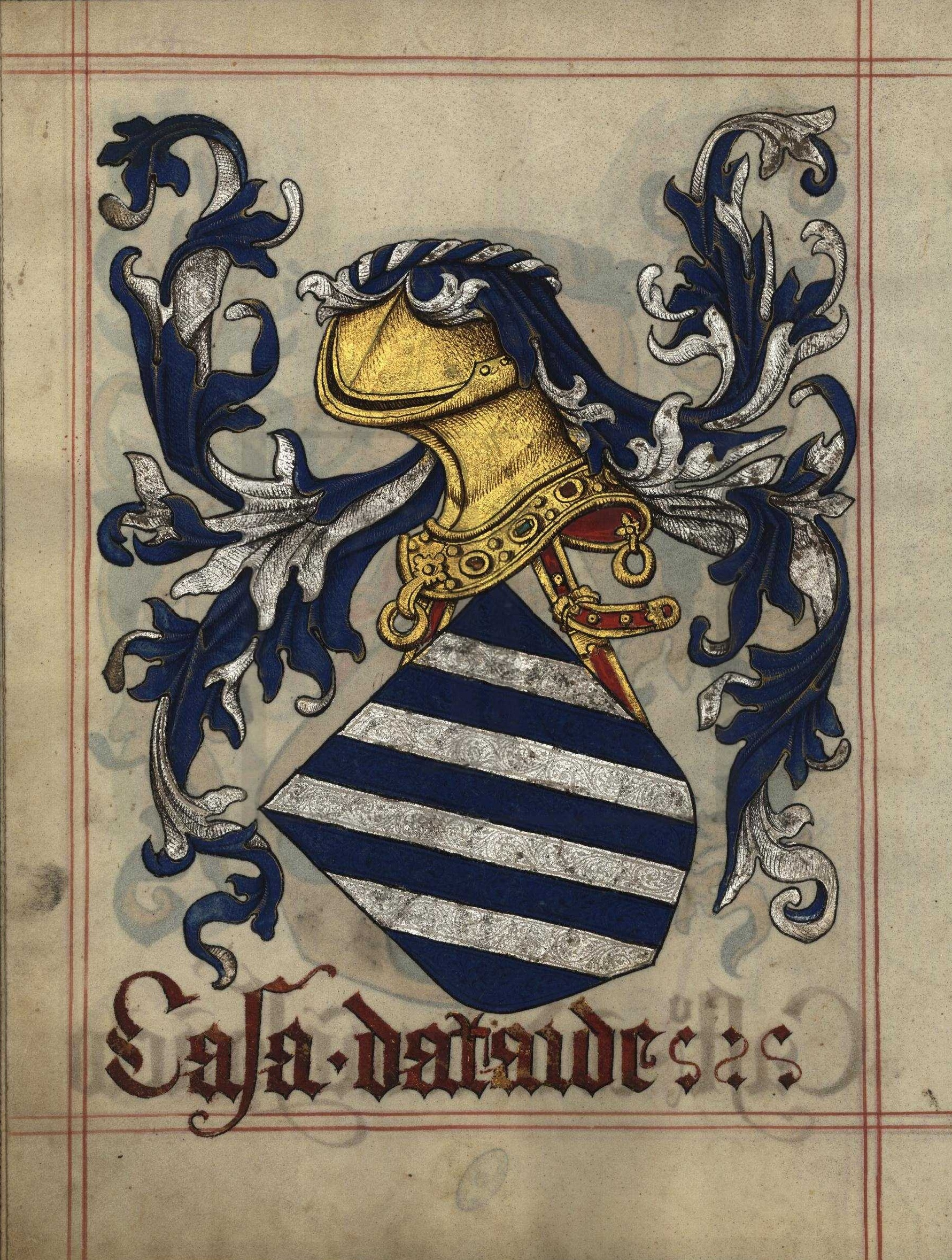
Дом де Атаи́де; f. XLVIIII v
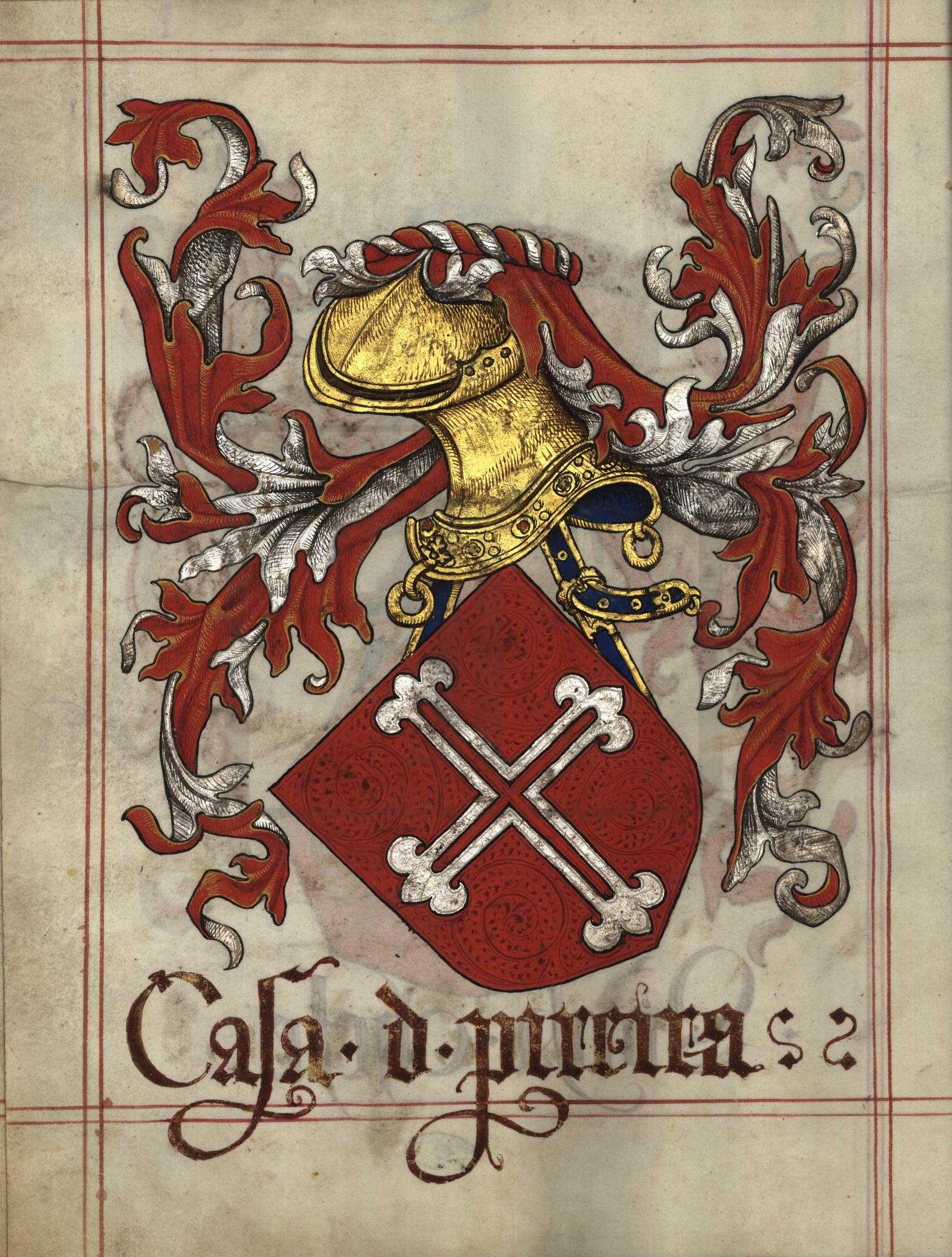
Дом де Перейра; f. LII v
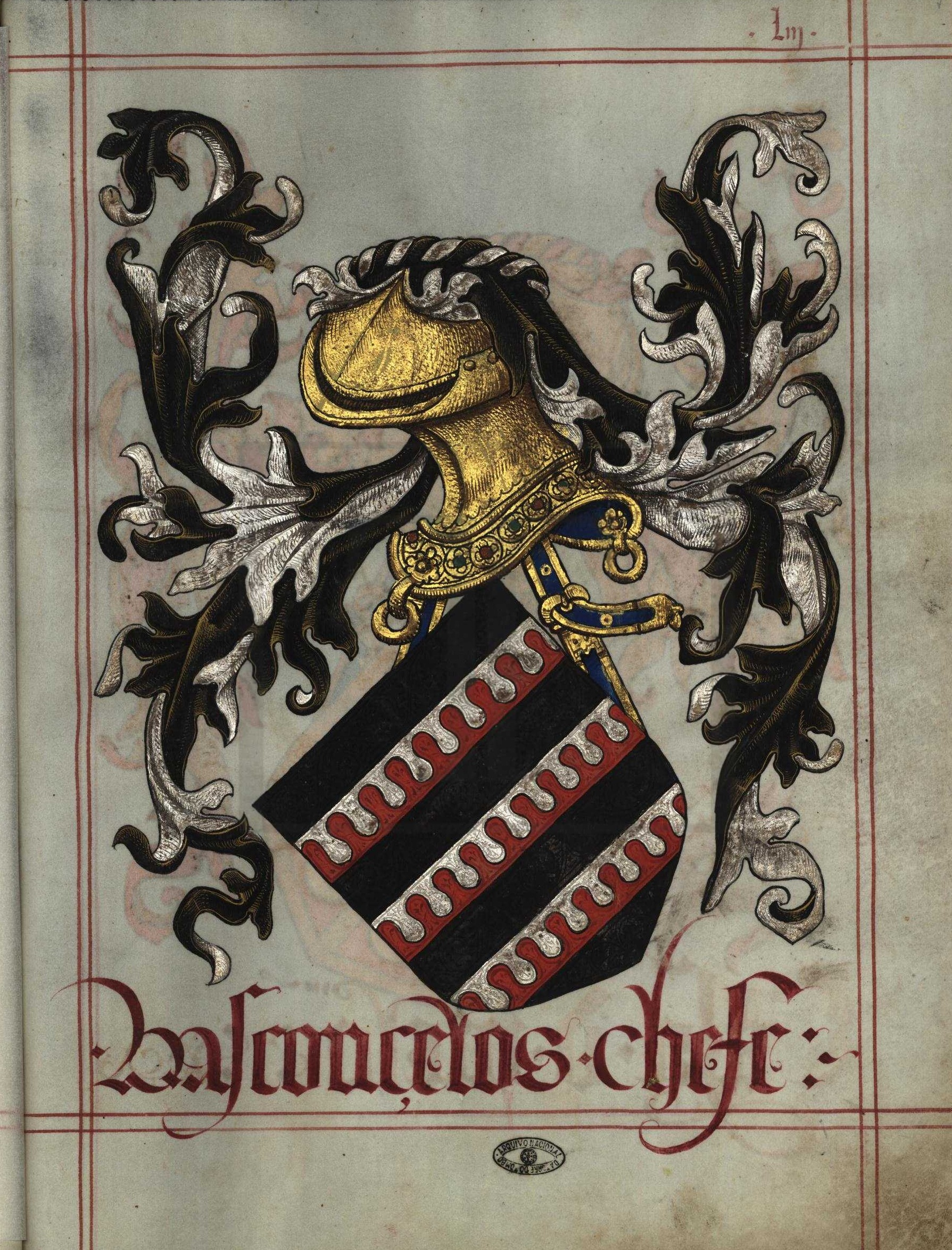
Вашконселуш; f. LIII r

- Герцог Браганский (Duque de Bragança; f. XLV r)
- Герцог Коимбрский (Duque de Coimbra; f. XLV v)
- Маркиз де Вила Реал (Marquês de Vila Real; f. XLVI r)
- Дом Браганса (Casa de Bragança; f. XLVI v)
- Граф де Пенела (Conde de Penela; f. XLVII r)
- Норонья (Noronha Chefe; f. XLVII v)
- граф де Валенса (Conde de Valença; f. XLVIII r)
- Маркиз де Мариалва (Marquês de Marialva; f. XLVIII v)
- Каштру, граф де Монсанту (Castro, Conde de Monsanto; f. XLVIIII r)
- Дом де Атаи́де (Casa de Ataíde; f. XLVIIII v)
- Дом де Эса (Casa de Eça; f. L r)
- Дом де Телу де Менезеш (Casa de Telo de Meneses; f. L v)
- Каштру древний род (Castro Antigo; f. LI r)
- Кунья (Cunha Chefe; f. LI v)
- Соуза (Sousa Chefe; f. LII r)
- Дом де Перейра (Casa de Pereira; f. LII v)
- Вашконселуш (Vasconcelos Chefe; f. LIII r)
- Дом де Мелу (Casa de Melo; f. LIII v)
- Силва (Silva Chefe; f. LIIII r)
- Албукерке (Albuquerque Chefe; f. LIIII v)
- Фрейреш де Андраде (Freires de Andrade; f. LV r)
- Дом де Алмейда (Casa de Almeida; f. LV v)
- Дон Диогу де Алмейда (Dom Diogo de Almeida Prior do Crato; f. LVI r)
- Дон Педру да Силва (Dom Pedro da Silva; f. LVI v)
- Мануейш (Manuéis; f. LVII r)
- Фе́бу Мониш (Febo Moniz Chefe; f. LVII v)
- Лима (Lima Chefe; f. LVIII r)
- Та́вора (Távora Chefe; f. LVIII v)
- Энрикеш (Henriques Chefe; f. LVIIII r)
- Мендонса (Mendonça Chefe; f. LVIIII v)
- Албергария (Albergaria Chefe; f. LX r)
- Дом де Алмада (Casa de Almada; f. LX v)
- Азеведу (Azevedo Chefe; f. LXI r)
- Каштел Бранку (Castel Branco Chefe; f. LXI v)
- Байан Резенде (Baião Resende; f. LXII r)
- Абреу (Abreu Chefe; f. LXII v)
- Бриту (Brito Chefe; f. LXIII r)
- Мониш (Moniz Chefe; f. LXIII v)
- Моура (Moura Chefe; f. LXIIII r)
- Лобу (Lobo Chefe; f. LXIIII v)
- Са (Sá Chefe; f. LXV r)
- Лемуш (Lemos Chefe; f. LXV v)
- Рибейру (Ribeiro Chefe; f. LXVI r)
- Кабрал (Cabral Chefe; f. LXVI v)
- Сервейра (Cerveira Chefe; f. LXVII r)
- Миранда (Miranda Chefe; f. LXVII v)
- Силвейра (Silveira Chefe; f. LXVIII r)
- Фалкан (Falcão Chefe; f. LXVIII v)
- Гойш < Гойюш (Góis Chefe < goyos; f. LXVIIII r)
- Гойш < Гоойш (Góis Chefe < gooes; f. LXVIIII v)[К 1]
- Сампайю (Sampaio Chefe; f. LXX r)
- Малафайя (Malafaia Chefe; f. LXX v)
- Тавареш (Tavares Chefe; f. LXXI r)
- Пименте́йш (Pimentéis Chefe; f. LXXI v)
- Секейра (Sequeira Chefe; f. LXXII r)
- Кошта (Costa Chefe; f. LXXII v)
- Лагу (Lago Chefe; f. LXXIII r)
- Вашку Эанеш Корте Реал (Vasco Anes Corte Real; f. LXXIII v)
- Мейра (Meira Chefe; f. LXXIIII r)
- Бои́н (Boim Chefe; f. LXXIIII v)
- Пасанья (Paçanha Chefe; f. LXXV r)
- Тейшейра (Teixeira Chefe; f. LXXV v)
- Педроза (Pedrosa Chefe; f. LXXVI r)
- Барруш (Barros Chefe; f. LXXVI v)
- Машкареньяш (Mascarenhas Chefe; f. LXXVII r)
- Мота (Mota Chefe; f. LXXVII v)
- Виейра (Vieira Chefe; f. LXXVIII r)
- Бетанкур (Betencor Chefe[К 2]; f. LXXVIII v)
- Агияр (Aguiar Chefe; f. LXXIX r)
- Фария (Faria Chefe; f. LXXIX v)
- Боржеш (Borges Chefe; f. LXXX r)
- Пашеку (Pacheco Chefe; f. LXXX v)
- Соуту Майор (Souto Maior Chefe; f. LXXXI r)
- Серпа (Serpa Chefe; f. LXXXI v)
- Баррету (Barreto Chefe; f. LXXXII r)
- Арка (Arca Chefe; f. LXXXII v)
- Ногейра (Nogueira Chefe; f. LXXXIII r)
- Пинтуш (Pintos Chefe; f. LXXXIII v)
- Коэлью (Coelho Chefe; f. LXXXIIII r)
- Кейро́ш (Queirós Chefe; f. LXXXIIII v)
- Дозе́н (Dosem Chefe; f. LXXXV r)
- Гивар (Guivar Chefe; f. LXXXV v)
- Дуарте Брандан (Duarte Brandão; f. LXXXVI r)
- Гама, родоначальник (Gama Chefe; f. LXXXVI v)
- Дон Васко да Гама (Dom Vasco da Gama); f. LXXXVII r)
- Афонсека (Фонсека? Afonseca Chefe; f. LXXXVII v)
- Феррейра (Ferreira Chefe; f. LXXXVIII r)
- Магальяйнш (Magalhães Chefe; f. LXXXVIII v)
- Фогаса (Fogaça Chefe; f. LXXXVIIII r)
- Валенте (Valente Chefe; f. LXXXVIIII v)
- Ботуш (Botos Chefe; f. LXXXX r)
- Лобатуш (Lobatos Chefe; f. LXXXX v)
- Горису (Gorizo Chefe[К 3][14]; f. LXXXXI r)
- Калдейра (Caldeira Chefe; f. LXXXXI v)
- Тиноку (Tinoco Chefe; f. LXXXXII r)
- Барбуду (Barbudo Chefe; f. LXXXXII v)
- Барбуда (Barbuda Chefe; f. LXXXXIII r)
- Бежа (Beja Chefe; f. LXXXXIII v)
- Валадареш (Valadares Chefe; f. LRIIII r)
- Лазерду (Larzedo Chefe; f. LRIIII v)
- Галван (Galvão Chefe; f. LRV r)
- Но́брега (Nóbrega Chefe; f. LRV v)
- Барбозу (Barboso Chefe; f. LRVI r)
- Годинью (Godinho Chefe; f. LRVI v)
- Барату (Barbato Chefe; f. LRVII r)
- Аранья (Aranha Chefe; f. LRVII v)
- Гоувея (Gouveia Chefe; f. LRVIII r)
- Франсишку де Бежа (Francisco de Beja Chefe; f. LRVIII v)
- Жа́коме (Jácome Chefe; f. LRIX r)
- Вогаду (Vogado Chefe; f. LRIX v)
- Диогу Родригеш Бутильер (Diogo Rodrigues Butilher Chefe; f. C r)
- Майя (Maia Chefe; f. C v)
- Серран (Serrão Chefe; f. CI r)
- Педрозу (Pedroso Chefe; f. CI v)
- Мешиаш (Mexias; f. CII r)
- Гран (Grã; f. CII v)
- Пештана (Pestana"; f. CIII r)
- Вила Лобуш (Vila Lobos; f. CIII v)
- Перу де Алка́сова (Pêro de Alcáçova Chefe; f. CIV r)
- Абул (Abul Chefe; f. CIV v)
- Габриел Гонсалвеш (Gabriel Gonçalves; f. CV r)
- Жил Вантвизьет (Ванвизье? Gil Vantvisyet; f. CV v)
- Афонсу Гарсе́ш (Afonso Garcês; f. CVI r)
- Ролан Дауши (Доси?) (Rollam Dauxi Chefe; f. CVI v)
- Велшира (Velxira Chefe; f. CVII r)
- Пина (Pina Chefe; f. CVII v)
- Перу Лоуренсу Гимарайнш (Pêro Lourenço Guimarães Chefe; f. CVIII r)
- Матуш (Matos Chefe; f. CVIII v)
- Орнелаш (Ornelas Chefe; f. CIX r)
- Серкейра (Cerqueira; f. CIX v)
- Марти́н Леме (Martim Leme; f. CX r)
- Антониу Леме (António Leme; f. CX v)
- Вильегаш (Vilhegas; f. CXI r)
- Дон Перу Родригеш, протонотарий (Dom Pêro Rodrigues Protonotário; f. CXI v)
- Фигейра де Шавеш (Figueira de Chaves Chefe; f. CXII r)
- Вейга (Veiga Chefe; f. CXII v)
- Пау (Pau Chefe; f. CXIII r)
- Тавейра (Taveira Chefe; f. CXIII v)
- Ортиш (Ortiz Chefe; f. CXIV r)
- Азиньял (Azinhal Chefe; f. CXIV v)
- Паи́н[К 4] (Paim Chefe; f. CXV r)
- Порраш (Porras Chefe; f. CXV v)
- Вивейру (Viveiro Chefe; f. CXVI r)
- Жуан Лопеш де Лиан (João Lopes de Lião Chefe; f. CXVI v)

далее следуют листы с гербами менее знатных родов (по 4 на странице)
- Фразан, Тейве, Алкофораду, Омен (Frazão, Teive, Alcoforado, Homem Chefe; f. CXVII r)
- Дантеш, Годиш, Баррадаш, Лейтан (Dantes, Godis, Barradas, Leitão; f. CXVII v)
- Баррежола, Жуан А́лвареш Коласу, Жуан Афонсу де Сантар, Фернан Гомеш да Мина (Barrejola, João Álvares Colaço, João Afonso de Santar, e Fernão Gomes da Mina; f. CXVIII r)
- Вила Нова, Барба Лонга, Приваду, Жуан Афонсу да Фазенда (Vila Nova, Barba Longa Chefe, Privado, João Afonso da Fazenda; f. CXVIII v)
- Агомия, Шасинш, Таборда, Пайва (Agomia, Chacins, Taborda e Paiva Chefe; f. CXIX r)
- Филипе, Фолгейра, Амарал, Казал (Filipe, Folgueira, Amaral, Casal Chefe; f. CXIX v)
- Велью, Лорделу, Пейшоту, Навайш (Velho, Lordelo, Peixoto, Navais Chefe; f. CXX r)
- Карвоейруш, Гаташуш, Боррегу, Вале (Carvoeiros, Gatachos, Borrego, Vale Chefe; f. CXX v)
- Баррозу, Фафеш, Улвейра, Каррегейру (Barroso, Fafes, Ulveira, Carregueiro Chefe; f. CXXI r)
- Жуан Гарсеш, Гонсалу Пиреш Бандейра, Калсаш, Ребелу (João Garcês, Gonçalo Pires Bandeira, Calças, Rebelo Chefe; f. CXXI v)
- Портокаррейру, Азамбужа, Пайю Родригеш, Матела (Portocarreiro, Azambuja, Paio Rodrigues, Matela Chefe; f. CXXII r)
- Родоначальник?[К 5], Ботелью, Коррейя, Барбеду (?Chefe, Botelho, Correia, Barbedo Chefe; f. CXXII v)
- Фрейташ, Карвалью, Негруш, Пиньейруш де Андраде (Freitas, Carvalho, Negros, Pinheiros de Andrade Chefe; f. CXXIII r)
- Пиньейруш, Кампуш, Жил Ванте Оувиштете, Алверназер (Pinheiros, Campos, Gil Vante Ouvistete, Alvernazer Chefe; f. CXXIII v)
- Кардозу, Пердиган, Авиньял, Алпоин (Cardoso, Perdigão, Avinhal, Alpoim Chefe; f. CXXIV r)
- Карвалью, Бози, Магальяйнш, Маракоте (Carvalho, Bosi, Magalhães, Maracote Chefe; f. CXXIV v)
- Фройш, Лобейра, Фриелаш, Антан Гонсалвеш (Fróis, Lobeira, Frielas, Antão Gonçalves Chefe; f. CXXV r)
- Фузейру, Морайш, Ува, Алмаш (Fuseiro, Morais, Uva, Almas Chefe; f. CXXV v)
- Марти́н Родригеш, Рефоюш, Барбанса, Морейра (Martim Rodrigues, Refoios, Barbança, Moreira Chefe; f. CXXVI r)
- Николау Коэлью, Тейве, Кордовил, Бозету (Nicolau Coelho, Teive, Cordovil, Boseto Chefe; f. CXXVI v)
- Алвелуш, Авелар, Шавеш, Беса[К 6] (Alvelos, Avelar, Chaves, Beça Chefe; f. CXXVII r)
- Монтаройю, Фаринья, Корти́н, Фигейреду (Montarroio, Farinha, Cotrim, Figueiredo Chefe; f. CXXVII v)
- Оливейра, Когоминью, Карретейру, Маринью (Oliveira, Cogominho, Carreteiro, Marinho Chefe; f. CXXVIII r)
- Брандан, (Каррильюш?), Содре́[К 7], Машаду (Brandão, (Carrilhos?), Sodré, Machado Chefe; f. CXXVIII v)
- Сардинья, Диогу Фернандеш, Жуан Лопеш, Андре́ Родригеш[К 8] (Sardinha Chefe, Diogo Fernandes, João Lopes, André Rodrigues; f. CXXIX r)
- Жорже Афонсу, Лоби́я, Гедеш, Франса (Jorge Afonso, Lobia, Guedes, França Chefe; f. CXXIX v)
- Грамашу, Каштаньеда, Тригейруш, Баррозуш (Gramacho, Castanheda, Trigueiros, Barrosos Chefe; f. CXXX r)
- Ревалду, Доутиш, Бульян, Азереду (Revaldo, Doutis, Bulhão, Azeredo Chefe; f. CXXX v)
- Травасуш, Лейш[К 9], Кинтал, Канту (Travaços, Leis, Quintal, Canto Chefe; f. CXXXI r)
- Лагартуш, Пикансуш, Фейойнш, Родригу Эштевеш (Lagartos, Picanços, Feiões Chefe, Rodrigo Esteves; f. CXXXI v)
- Корреаунш[К 10], Роша, Регу, Гальярдуш (Correãos, Rocha, Rego, Galhardos Chefe; f. CXXXII r)
- Драгуш, Корвашу, Камелуш[К 11], Тоуринью (Dragos, Corvacho, Camelos, Tourinho Chefe; f. CXXXII v)
- Диогу Кан, Лансойш, Арабия, Монрейру (Diogo Cão, Lanções, Arábia, Monteiro Chefe; f. CXXXIII r)
- Гавьян, Каррильюш, Араезеш, Барруш (Gavião, Carrilhos, Araezes, Barros Chefe; f. CXXXIII v)
- Жуан Фернандеш ду Арку, Фагундеш, Гамбоа, дон Жуан (Лобу) епископ Танжера (João Fernandes do Arco, Fagundes, Gamboa Chefe, Dom João (Lobo) Bispo de Tânger; f. CXXXIV r)
- Северин, Прежну, дон Фрей Энрике (де Коимбра) епископ Сеуты, Луиш А́лвареш де Авейру (Severim, Presno, Dom Frei Henrique (de Coimbra) Bispo de Ceuta, Luís Álvares de Aveiro; f. CXXXIV v)
- Эштева́н Мартинш глава школы (Estêvão Martins Mestre-escola; f. CXXXV r)
- Риба Фрия (Riba Fria; f. CXXXVI r)
- Диогу де Торреш (Diogo de Torres; f. CXXXVII r)

## Издания
- Cró J. do. Livro do Armeiro-Mor :  [порт.] / João do Cró. — manuscrito. — Lisboa, 1509. — [161 f.] p.
- Cros J. du. Livro do Armeiro-Mor :  [порт.] / João du Cros / António Machado de Faria. — 1.ª edição facsímile. — Lisboa : Academia Portuguesa da Historia, 1956. — 291 p. — 500 экз.
- Livro do Armeiro-Mor :  [порт.] / João do Cró / Apresentação de Vasco Graça Moura; prefácio de Joaquim Veríssimo Serrão; introdução, breve história, descrição e análise de José Calvão Borges. — 2.ª edição. — Lisboa : Academia Portuguesa da Historia / Inapa, 2007. — ISBN 978-9728387662.

## Комментарии
1. ↑  Два различных герба.
2. ↑  В оригинале устаревшая орфография.
3. ↑  Также вариант современной орфографии Gorisso.
4. ↑  Не путать с Па́ин.
5. ↑  Герб без обозначения фамилии.
6. ↑  Произносится как «бэса».
7. ↑  Произносится как «содрэ́».
8. ↑  Произносится как «андрэ́».
9. ↑  Произносится как «лэ́йш».
10. ↑  Несмотря на то, что произносится как «коррйаунш».
11. ↑  Произносится как «камэ́луш».